# Dom Juan ou le Festin de Pierre
Pour les articles homonymes, voir Don Juan (homonymie).
Le Festin de Pierre est une comédie de Molière en cinq actes et en prose dont la « Troupe de Monsieur frère unique du roi » donna quinze représentations triomphales en février et mars 1665 sur le théâtre de la grande salle du Palais-Royal à Paris. Les premiers éditeurs parisiens de la pièce lui ont donné en 1682 le titre Dom Juan ou le Festin de Pierre, sous lequel elle est connue depuis lors. Elle est également connue sous le titre abrégé Dom Juan (parfois orthographié Don Juan).
Annoncée et donnée avec pour sous-titre L'Athée foudroyé, elle était, après les tragi-comédies en vers de Dorimond (1658) et de Villiers (1659), toutes deux intitulées Le Festin de Pierre ou le Fils criminel, la troisième adaptation française de la légende de Don Juan Tenorio, débauché et impie châtié par le Ciel, à laquelle le moine espagnol Tirso de Molina avait donné, trente-cinq ans plus tôt, une première forme dramatique dans El Burlador de Sevilla y convidado de piedra (L’Abuseur de Séville et l’Invité de pierre).
Elle donne à suivre les trente-six dernières heures de la vie du jeune dom Juan Tenorio, « esprit fort » et grand amateur de femmes, flanqué tout au long des cinq actes de Sganarelle, valet couard, glouton et friand de disputes intellectuelles. Provocateur impénitent, dom Juan n'échappera pas à la vengeance du Ciel, qui le châtiera par le bras d'une statue de pierre.
Le spectacle, où se mêlent tous les registres, du comique farcesque au sérieux, voire au tragique, est accueilli avec enthousiasme par le public parisien, mais fait l'objet d’une violente attaque dans les semaines qui suivent les représentations. Il ne sera jamais repris du vivant de Molière et le texte n'en sera imprimé que dix ans après sa mort. 
Délaissée jusqu’au milieu du XIXe siècle au profit de la version en vers que la veuve et les compagnons de Molière avaient commandée à Thomas Corneille en 1676, la pièce fut peu représentée pendant un siècle encore, jusqu’à ce qu’en 1947 et 1953, Louis Jouvet puis Jean Vilar la fassent redécouvrir au grand public. Elle est aujourd’hui considérée, à l’égal du Tartuffe et du Misanthrope, comme l’un des chefs-d’œuvre de Molière et de la dramaturgie classique française.
La place unique qu’elle occupe, par sa singularité formelle, dans la production de son auteur, les vicissitudes de son histoire, la réputation de modernité et de complexité qui lui est faite par ses exégètes depuis une soixantaine d’années (et dont témoigne une très abondante bibliographie critique), l’importance sans cesse croissante que lui accordent les programmes et manuels scolaires, enfin la grande diversité des mises en scène auxquelles elle a donné lieu depuis sa redécouverte, font de cette comédie de l’incrédulité châtiée un des avatars les plus fascinants du mythe de Don Juan.

## Résumé
Arrivé en ville après avoir abandonné Done Elvire, qu’il avait fait sortir d’un couvent pour l’épouser, dom Juan Tenorio expose à son valet Sganarelle le projet qu'il a d’enlever une jeune fille à la veille de se marier, tandis qu’elle fera une promenade en mer avec son fiancé. Sur ces entrefaites, Done Elvire arrive pour lui demander raison de son abandon, et il l'éconduit avec grossièreté.
La tentative d'enlèvement ayant échoué et l'embarcation de dom Juan ayant chaviré, il est sauvé de la noyade et recueilli par des habitants d'un village côtier. Il entreprend derechef de séduire deux jeunes paysannes, mais, averti que ses beaux-frères dom Carlos et dom Alonse le poursuivent, il doit s’enfuir par la forêt avec Sganarelle.
Chemin faisant, les deux hommes s'entretiennent de médecine et de religion, et font la rencontre d'un anachorète, auquel dom Juan tente en vain d'arracher un blasphème. Il est amené ensuite à sauver la vie de dom Carlos, qui en retour accepte de différer sa vengeance, à la condition que dom Juan reprendra la vie commune avec Done Elvire. Le maître et le valet, poursuivant leur route, passent devant le mausolée d’un commandeur que dom Juan a tué en duel l’année précédente et dont il invite la statue à venir partager son dîner le soir même.
De retour chez lui, il voit le moment de dîner repoussé trois fois par les visites inopinées d’un créancier, de son père et done Elvire à présent retournée à la vie religieuse. La statue du Commandeur, arrivée en dernier, refuse de partager le repas de dom Juan, mais l’invite à son tour à dîner le lendemain.
Le lendemain, en fin d’après-midi, dom Juan apprend à son père éperdu de joie qu’il a décidé de revenir à la religion, puis il confie à Sganarelle que ce revirement n’est qu’un subterfuge. La statue du Commandeur, apparaissant et prenant acte de son refus de se repentir, lui saisit la main et le précipite dans les entrailles de la terre.

## Personnages
D'après Dom Juan, ou le Festin de Pierre, dans Les Œuvres posthumes de Monsieur de Molière, Paris, 1682 :
- Dom Juan, fils de Dom Louis
- Sganarelle, valet de Dom Juan
- Elvire, femme de Dom Juan
- Gusman, écuyer d’Elvire
- Dom Carlos et Dom Alonse, frères d’Elvire
- Dom Louis, père de Dom Juan
- Francisque, pauvre
- Charlotte et Mathurine, paysannes
- Pierrot, paysan
- La Statue du Commandeur
- La Violette et Ragotin, laquais de Dom Juan
- Monsieur Dimanche, marchand
- La Ramée, spadassin
- Suite de Dom Juan
- Suite de Dom Carlos et de Dom Alonse
- Un spectre

### Distribution initiale
| Acteurs ayant créé les rôles |                                       |
| Personnage                   | Acteur                                |
| Dom Juan                     | La Grange                             |
| Sganarelle                   | Molière                               |
| Elvire                       | Mademoiselle Du Parc                  |
| Dom Louis                    | Béjart                                |
| Charlotte                    | Mademoiselle Molière (Armande Béjart) |
| Mathurine                    | Mademoiselle de Brie                  |
| Pierrot                      | Hubert                                |
| Monsieur Dimanche            | Du Croisy                             |
| La Ramée                     | De Brie                               |

## Contexte historique

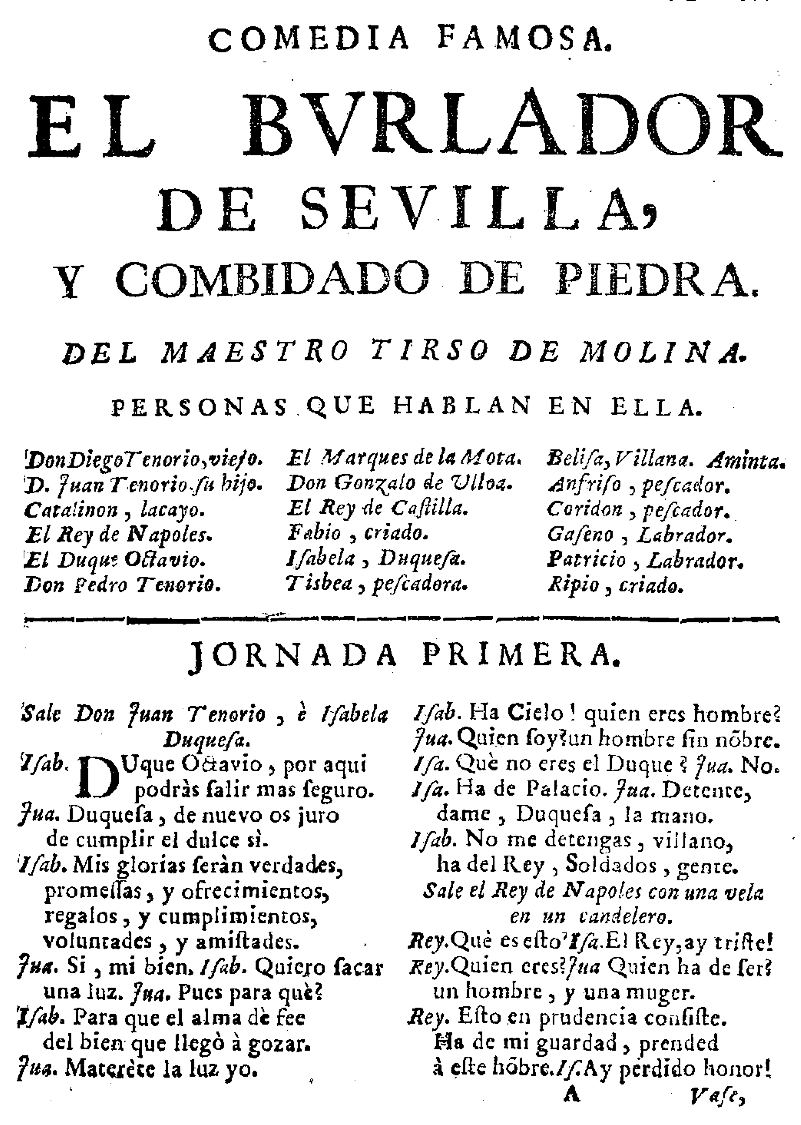
Page de départ du Burlador de Sevilla, de Tirso de Molina, dans une édition des années 1640.

Le 12 mai 1664, à Versailles, Molière présente devant la cour une première version, en trois actes, du Tartuffe. Louis XIV trouve la pièce « fort divertissante », mais dans les heures qui suivent, il est amené, pour des raisons de politique religieuse, à en interdire les représentations publiques. Six mois plus tard, après avoir vainement tenté de faire revenir le roi sur sa décision et entrepris de restructurer sa pièce en cinq actes, Molière s'attelle à un nouveau projet, qui lui permet de revenir sur le thème de l'hypocrisie et des faux dévots : ce sera la comédie du Festin de Pierre.

### Antécédents
Depuis sept ans, le public parisien a pu voir trois spectacles portant ce titre : une comédie donnée au cours de l'année 1657 ou au début de la suivante par la Troupe italienne du Roi sur la scène du Petit-Bourbon à Paris, et deux tragicomédies en vers, la première de Nicolas Drouin, dit Dorimond, chef de la troupe de la Grande Mademoiselle, créée à Lyon en novembre ou décembre 1658 devant les cours de France et de Savoie réunies, la seconde de Claude Deschamps, dit De Villiers, comédien de la Troupe royale de l'Hôtel de Bourgogne, créée en août 1659.
La première version dramatique de l'histoire, sans doute très ancienne, du débauché châtié par une statue de pierre qu'il avait invitée à dîner est la comedia de Tirso de Molina intitulée El Burlador de Sevilla y convidado de piedra. Passée ensuite (ou peut-être même avant) en Italie, on retrouve la légende dans divers scénarios de la commedia dell'arte et dans une comédie en prose de Giacinto Andrea Cicognini intitulée Il Convitato di Pietra, opera esemplare.
Depuis la publication, en 1906, de La Légende Don Juan, de Georges Gendarme de Bévotte, il est généralement admis que Molière n'a eu connaissance que des versions italiennes et françaises (voir ci-dessous), et l'étude comparative des textes paraît confirmer cette opinion. Selon l’auteur anonyme des Observations sur une comédie de Molière intitulée Le Festin de pierre, Molière lui-même aurait prétendu (comme Villiers avant lui) qu'il n'avait fait que « traduire cette pièce de l'italien et la mettre en français », affirmation que les emprunts nombreux et souvent textuels faits à ses prédécesseurs français, et en particulier à Dorimond, suffisent à relativiser. Les travaux de Claude Bourqui sur les sources de Molière permettent en outre de mesurer l'ampleur des emprunts faits à d'autres auteurs, tels que Paul Scarron, l'abbé de Boisrobert et son frère Douville, Charles Sorel, Cyrano de Bergerac.

### Le premierFestindes Italiens
Le public parisien découvre l'histoire de Dom Juan dans le spectacle donné par les Italiens en 1657 ou 1658, dont l'existence n'est connue que par la référence qu'y fera Villiers dans l'épître dédicatoire et l'avis au lecteur de son propre Festin de Pierre. On ignore s'il était basé sur le texte de Cicognini ou sur un canevas.

### LeFestinde Dorimond
Selon une hypothèse avancée par Eugène Despois et Paul Mesnard dans leur notice du Dom Juan de Molière et développée par Gendarme de Bévotte, les deux premières versions françaises seraient des « traductions plus ou moins fidèles » d'une même comédie en prose de l’Italien Onofrio Giliberto di Solofra publiée à Naples en 1652, mais dont aucun exemplaire n'a été retrouvé. Très tôt combattue par les critiques italiens Arturo Farinelli et Benedetto Croce, cette hypothèse est encore généralement validée par les commentateurs français. Elle ne repose pourtant que sur le refus (ou l'incapacité) de considérer la pièce de Villiers comme un plagiat de celle de Dorimond.
Le Festin de Pierre ou le Fils criminel, tragicomédie en cinq actes et en vers, est créé en décembre 1658, par la troupe de Mademoiselle, que dirige Dorimond, devant les cours de France et de Savoie réunies à Lyon. À la différence des autres adaptateurs français (Villiers, Molière, Rosimond), qui, tous comédiens comme lui, tiendront le rôle du valet (Philippin, Sganarelle, Carille), l'auteur tient ici celui de "dom Jouan".
Dorimond, dont c'est la première œuvre dramatique imprimée, la fait paraître en janvier 1659 chez un libraire lyonnais, avec une épître dédicatoire au duc de Roquelaure, incrédule notoire, mais qualifié par Dorimond de « modèle parfait [de la] vertu », en qui « cette pièce […] étrangère » ne pouvait « trouver une plus heureuse protection ». L'épître est suivie de six pièces liminaires, dont l'une, signée « M. Du Périer », présente "dom Jouan" comme étant « chéri du plus sage des rois », le jeune Louis XIV.

### LeFestinde Villiers

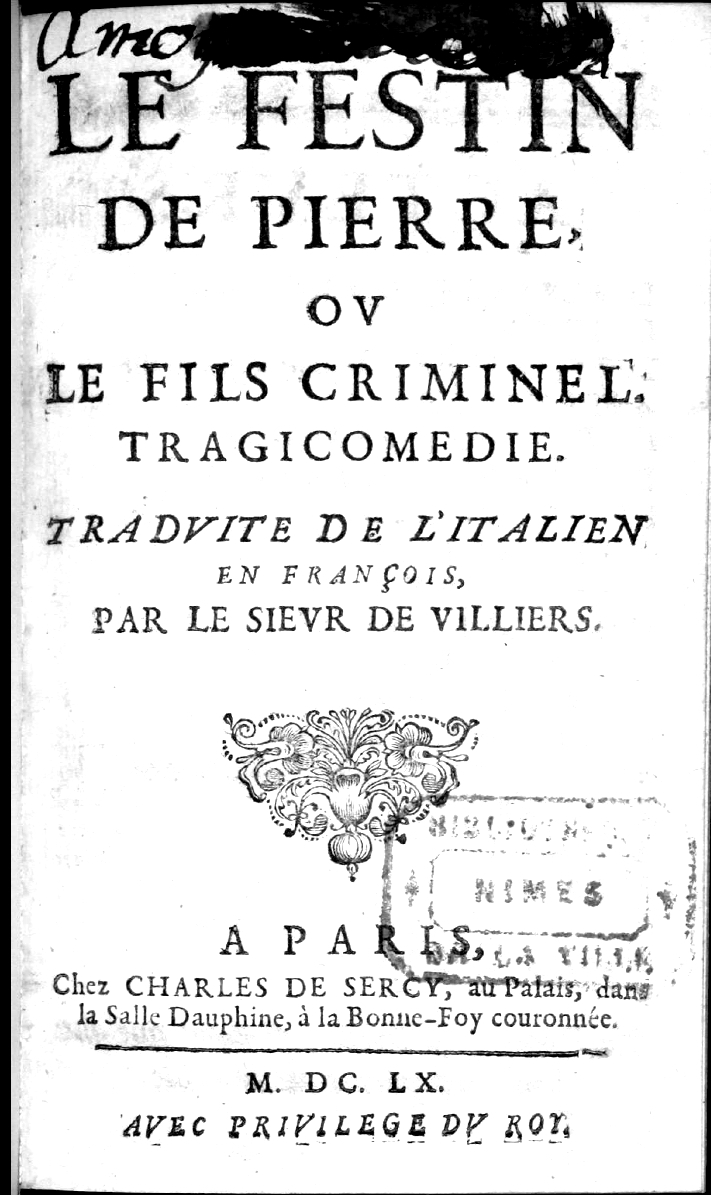
Page de titre du Festin de Pierre de Villiers, 1660.

La pièce de Villiers est créée durant l'été 1659, dans un Paris que la Cour a déserté depuis deux mois, partie à Saint-Jean-de-Luz célébrer les noces de Louis XIV et de sa cousine Marie-Thérèse. Rendant compte du spectacle dans sa Muse royale du 25 août, le gazetier Charles Robinet qualifie de « charmant » et « divertissant » le « beau régal » que « le spirituel De Villiers » offre aux Parisiens : 
« Cette chère [= ce festin] divertissante,/ Pour vous en toucher quelque mot,/ Ce banquet, dis-je, ou cet écot,/ Un peu noir et dur comme pierre,/ Est celui que le feu Dom Pierre/ Fit à Dom Jean son assassin,/ Où le pauvre gars est enfin/ Enfoncé d’un coup de tonnerre/ Pour ses méfaits dessous la terre. »

La pièce sera imprimée et mise en vente au mois d'octobre suivant par le libraire Charles de Sercy, avec une longue épître dédicatoire « À Monsieur de Corneille, à ses heures perdues », et précédée d'un avis au lecteur dans lequel l'auteur justifie cette publication en expliquant que 
« [ses] compagnons, infatués de ce titre du Festin de Pierre ou du Fils criminel, après avoir vu tout Paris courir à la foule pour en voir la représentation qu’en ont faite les comédiens italiens, se sont persuadés que si ce sujet était mis en français pour l’intelligence de ceux qui n’entendent pas l’italien […], cela nous attirerait un grand nombre de ceux qui ne s’attachent pas à cette régularité si recherchée mais si peu trouvée jusqu’ici, et que, pourvu que la figure de Dom Pierre et celle de son cheval fussent bien faites et bien proportionnées, la pièce serait dans les règles qu’ils demandent. »
Quoiqu'on lise, sur la page de titre de l'impression, que la pièce est « traduite de l'italien en français », elle apparaît, pour l'essentiel, comme un plagiat de celle de Dorimond.
Rien n'indique que le Festin de Villiers ait été repris entre 1660 et 1665. Les libraires, en tout cas, ne l'ont pas fait réimprimer.

## Les raisons du choix de Molière
Comment expliquer le choix de ce sujet, certes populaire, mais peu dans la manière de son auteur ? Pourquoi a-t-il donné lieu à une comédie à grand spectacle ?
On a récemment fait observer que si Molière, qui souhaitait répliquer aux détracteurs de son Tartuffe et le faire devant le plus large auditoire possible, a songé à utiliser cette légende « édifiante », dont ses camarades Italiens (qui jouaient quatre jours par semaine dans la même salle du Palais-Royal) reprenaient leur version presque chaque année à l'occasion du carnaval, c'est que plusieurs d’entre eux (dont Tiberio Fiorilli, dit Scaramouche, et sa femme) étaient partis à l'été 1664 en Italie, et que la voie était libre au Palais-Royal pour un nouveau Festin de Pierre français.
Louis XIV ayant défendu à Molière de représenter Le Tartuffe en public, le curé Pierre Roullé fait remettre au roi, dans les premiers jours d'août 1664, un opuscule écrit à sa gloire — Le Roy glorieux au monde, ou Louis XIV, le plus glorieux de tous les Roys du monde —, dans lequel il s’en prend à Molière avec une violence inouïe. Molière réplique presque immédiatement par un « Premier placet au roi », dans lequel il développe l’idée que « le devoir de la comédie [est] de corriger les hommes en les divertissant » et que son « emploi », dès lors, est « d’attaquer les vices de [son] siècle », à commencer par l’hypocrisie, l’« un des plus en usage, des plus incommodes et des plus dangereux ». Que l’on croie ou non à la sincérité de cette vertueuse protestation, elle a le mérite d’inscrire Le Tartuffe dans une perspective morale, voire édifiante.
Rien de tel avec Le Festin de Pierre. Quand le spectacle fera l’objet d’une charge extrêmement violente d'un certain Rochemont (voir plus bas), Molière ne se défendra pas et ses partisans se contenteront de plaider l’innocence et l'« honnêteté », mais non la moralité. Ce qu'il a « voulu faire » en racontant cette histoire (volonté de « provocation » ou de « dénonciation »), ce qu'étaient ses « intentions » — critiques, satiriques, idéologiques ou autres — ne peut donc se déduire que du texte lui-même, de l'usage que son auteur a fait des sources ou modèles (reprise, détournement, parodie…), et de l'étude attentive des événements immédiatement contemporains.

## Cibles et clefs
Pour les Français de 1665, Dom Juan n'est pas encore le personnage mythique qu'il deviendra à l'époque romantique, mais le héros d'une légende plus ou moins apologétique que le public parisien a découverte dans la version comique que la troupe italienne en a donnée sept ans plus tôt sur la scène du Petit-Bourbon.
Contrairement à ce qui s'est passé avec le personnage de Tartuffe, aucun spectateur ou lecteur du XVIIe siècle n'a fait le moindre rapprochement entre le « grand seigneur méchant homme » et un quelconque contemporain. Plusieurs historiens du XIXe siècle, dont Sainte-Beuve et Michelet, lui ont néanmoins cherché des modèles ou des « clefs », qu'ils ont cru trouver dans tel ou tel grand seigneur connu pour ses mœurs dissolues et/ou ses opinions hétérodoxes. Ont ainsi été cités Armand de Bourbon, prince de Conti, le secrétaire d'État aux Affaires étrangères Hugues de Lionne, son ami le duc de Saint-Aignan, le cardinal de Retz, le duc Henri II de Guise, Philippe Mancini, neveu de Mazarin, le marquis de Vardes, Armand de Gramont, comte de Guiche, Antonin Nompar de Caumont, futur duc de Lauzun, et d'autres encore.
Certains auteurs modernes ont souligné le réalisme avec lequel Molière aurait portraituré, dans cette figure d'aristocrate libertin, le représentant d'une caste qui refusait de se laisser domestiquer dans le cadre de la cour de Louis XIV : 

« De Bénichou à Guy Leclerc, tous les commentateurs ont souligné l'objectivité historique d'une pareille peinture : le libertinage, l'abus de la puissance, l'indifférence à tout devoir social, et même à la simple existence d'autrui, autant de traits qui dessinent fort précisément une certaine caste, à un moment précis de son histoire. »

D'autres voient plutôt dans ce « gros, gros Monsieur » en « habit bien doré [et] perruque blonde et bien frisée », selon la description qu'en fait le paysan Pierrot au début du deuxième acte, un jeune courtisan à la mode, inconstant et « libertin sans savoir pourquoi » : 

« Molière a saisi l'occasion d'accorder un héros d'origine étrangère aux intérêts et aux goûts de la partie mondaine de son public. Le grand seigneur espagnol à l'insouciance criminelle, séducteur par surprise, par violence ou par serment non tenu, se présente sous les plus beaux atours d'un courtisan français, aussi joliment paré […] que les petits marquis qui hantent les salons des dames parisiennes et dont Acaste devait bientôt dessiner l'image en faisant son autoportrait dans Le Misanthrope. »

## La pièce et sa composition

### Reprise d'un titre connu
Dans l’avis au lecteur en tête de sa pièce, en 1659, Villiers souligne que ses compagnons de la Troupe royale « se sont infatués de ce titre du Festin de Pierre ou le Fils criminel, après avoir vu tout Paris courir à la foule pour en voir la représentation qu’en ont faite les comédiens italiens ». En faisant imprimer sa propre adaptation en janvier de la même année, Dorimond a déjà choisi ce titre. Or, travaillant sur un original italien (Il Convitato di pietra) ou espagnol (Combidado de piedra), il sait bien qu’il s’agit d’un grossier contresens, dans lequel ont été confondus les deux sens que le mot convive possède encore au XVIIe siècle : le convié et le festin. Tout semble donc désigner les comédiens italiens comme les premiers auteurs, sans doute involontaires, de ce titre drolatique et sibyllin.
Ce titre, Dorimond puis Villiers ont cru le justifier en nommant dom Pierre le commandeur père d'Amarille, leur héroïne, agressée par dom Juan au début de leurs pièces. Le festin devient ainsi celui auquel dom Pierre convie son assassin, le festin donné par Pierre. Molière n'a pas pris ce soin. Dans son adaptation, non seulement le Commandeur n’a pas de nom, mais Elvire n’est pas sa fille, et « le titre reste pour ainsi dire en l’air, comme pour signifier d’emblée l’appartenance de la pièce à une tradition dont l’auteur ne se réclame pas et pour le décharger de ce qu’elle peut avoir d’extravagant ».
Une chose est certaine : jamais du vivant de Molière et avant la première publication de sa pièce en 1682, aucun auteur ne l'a citée ou évoquée sous le titre de Dom Juan, et il faudra attendre Goldoni, en 1736, pour voir un auteur étranger adapter la légende sous le titre de Don Giovanni.

### Un sous-titre nouveau
Les prédécesseurs français de Molière avaient sous-titré leur pièce Le Fils criminel, parce que leur héros faisait réellement mourir son père (« de douleur, de regret, de colère » chez Dorimond, des suites d’un coup de poing chez Villiers). Celui de Molière traite par le mépris les « remontrances » paternelles, il va jusqu'à souhaiter la mort du vieil homme, mais loin de le tuer, il lui fait « jeter des larmes de joie », au cinquième acte, en lui annonçant sa prétendue conversion. Le Fils criminel n’aurait donc ici aucun sens. 
Un faisceau d’indices concordants suggère que Molière lui a substitué l’Athée foudroyé, reprenant le titre d’un scénario italien, L’Ateista fulminato, qui traitait de la même légende : 
1) au cours de l’année 1665, quatre libraires peu scrupuleux, désireux d’exploiter le succès remporté par le spectacle du Palais-Royal et la curiosité suscitée par la polémique qui l’a suivi, rééditent le texte de Dorimond sous un titre nouveau : Le Festin de Pierre ou l’Athée foudroyé, tragi-comédie, et sans indiquer de nom d’auteur ; 
2) c'est également ce sous-titre que reprendra le comédien Rosimond, lorsqu'en 1670 il fera imprimer son Nouveau Festin de Pierre ou l'Athée foudroyé, tragi-comédie, créé l'année précédente au Théâtre du Marais ; 
3) c'est encore sous ce titre et avec ce sous-titre qu'une troupe de province donnera, dans la seconde moitié des années 1660, sa version, sans doute " aménagée " du texte de Molière (voir ci-dessous) ; 
4) on peut noter enfin que dans ses Observations sur une comédie de Molière intitulée le Festin de Pierre, le sieur de Rochemont évoque « un athée foudroyé en apparence [qui] foudroie en effet et renverse tous les fondements de la religion », et que l'un de ses contradicteurs observera que « les raisons qu'on peut apporter pour montrer que la pièce n'est point honnête sont aussi bien imaginaires et chimériques que l'impiété de son athée foudroyé ».

### Une comédie à machines
Pour offrir à son public un spectacle de carnaval, incluant machines et décors magnifiques agrémentés de six changements à vue, la troupe consentit à des dépenses importantes, dont le détail se lit dans le « marché de décors » passé le 3 décembre 1664 entre les comédiens et deux peintres spécialisés dans ce type de commande.

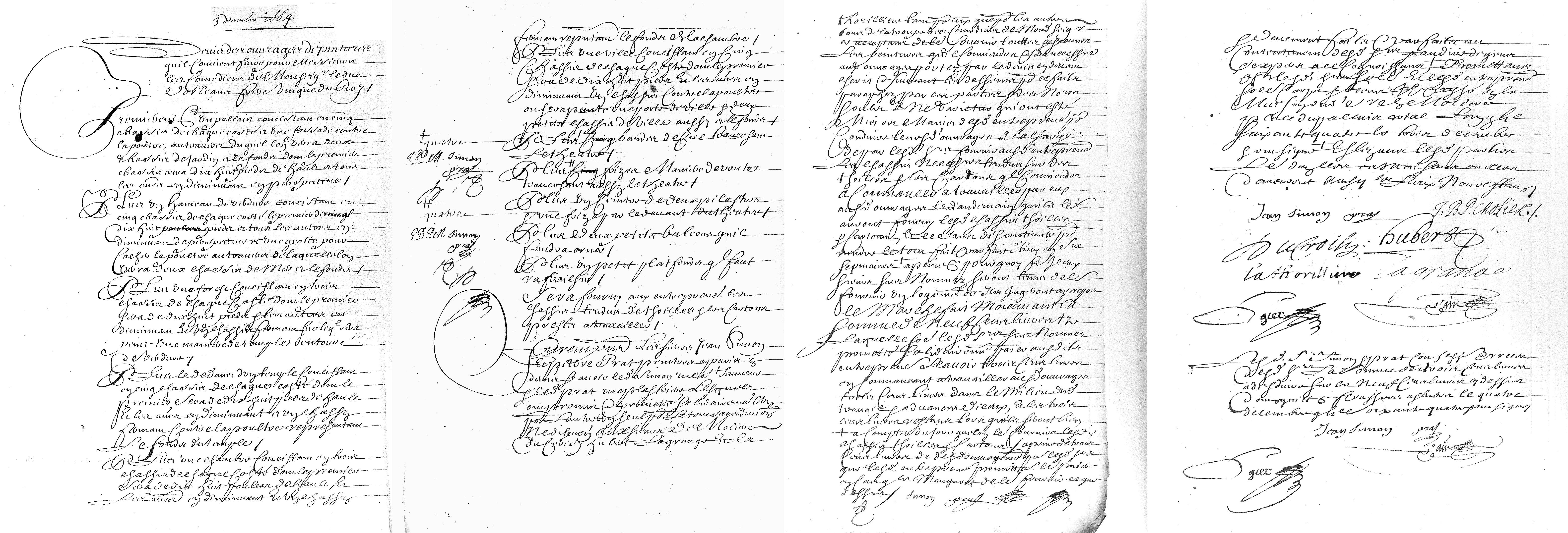
Marché passé le 3 décembre 1664, au domicile de Molière, entre les comédiens de la Troupe de Monsieur et deux peintres spécialisés, pour la réalisation des décors du Festin de Pierre.

## Le spectacle et sa réception

### Point d'orgue du carnaval de 1665

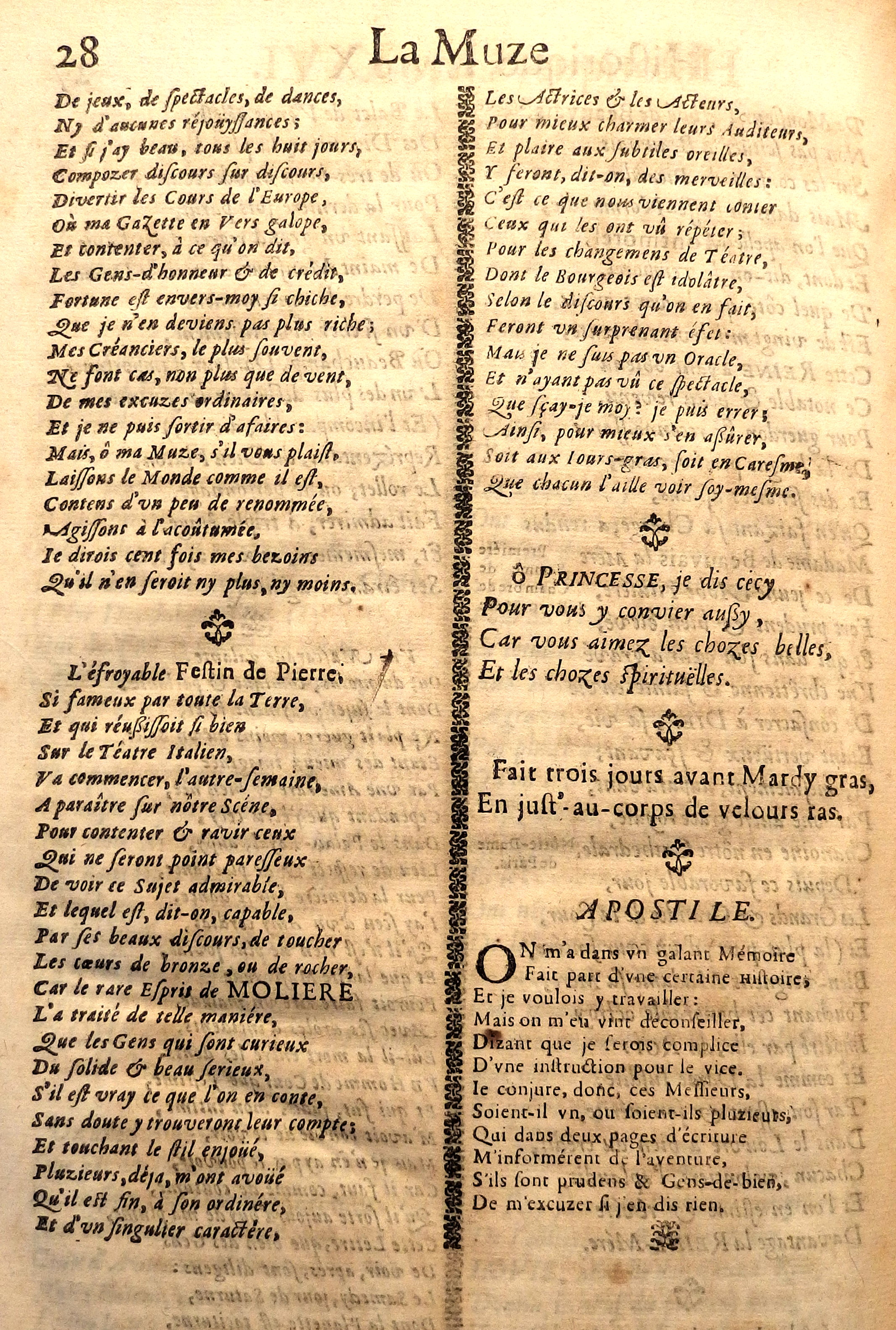
L'annonce du Festin de Pierre dans la Muze historique du 14 février 1665.

Aux termes du marché passé le 3 décembre 1664 entre les comédiens de la troupe et les deux peintres spécialisés auxquels ils ont fait appel, ces derniers doivent fournir, dans un délai de six semaines, les toiles montées sur châssis qui composaient le "décor" du spectacle. Ce délai, s’il avait été respecté (et il l’a été du côté des comédiens), menait à la mi-janvier 1665, c’est-à-dire dans la deuxième semaine du long carnaval parisien et une dizaine de jours après la dernière des vingt-cinq représentations de La Princesse d’Élide. Et si Le Festin de Pierre avait été créé aux environs de cette date, il aurait eu lui aussi vingt-cinq représentations, voire davantage. Mais, pour des raisons inconnues, la première a lieu un mois plus tard, le dimanche 15 février 1665, premier des trois « jours gras » qui marquent l'apogée et la fin des réjouissances du carnaval ; un carnaval qui, cette année-là, est particulièrement effervescent, « un des plus animés de la décennie ».
Le spectacle a été annoncé par voie d'affiches et par l'« orateur » de la troupe (La Grange lui-même, depuis le mois de septembre 1664), qui, au début des précédentes représentations, a fait la réclame de la prochaine pièce (la 14e) de l'auteur du Tartuffe interdit. Il y a eu également, et pour la première fois, un article promotionnel dans la Muze historique de Jean Loret datée de la veille. Fait exceptionnel, si l'on en croit le gazetier, les comédiens ont ouvert leurs dernières répétitions à certains visiteurs amis susceptibles de battre le rappel des spectateurs hésitants.
Le rideau s'ouvre sur Molière-Sganarelle qui, seul en scène, vêtu d'un « jupon de satin aurore », d'une « camisole de toile à parements d'or » et d'un « pourpoint de satin à fleur », vante à l'adresse du public les agréments et les vertus du tabac en poudre. Il se fermera, à la fin du spectacle, sur le même Sganarelle-Molière pleurant ses gages en allés. La Grange tient le rôle de dom Juan ; le reste de la distribution est incertain.

### Des recettes sans précédent
Malgré les rigueurs du temps (la Seine et la Bièvre sont gelées, Paris est sous la neige, les rues sont plus boueuses encore qu'à l'accoutumée), le succès est fulgurant. Les recettes mentionnées par La Grange dans son Registre en témoignent: 1830 livres à la création (plus que la première de L'École des femmes); 2045 livres, le 17 (mardi gras); 2390, chiffre record, le 24, en dépit d'une crue meurtrière (les morts se comptent par dizaines), dans la nuit précédente. « En tout, » note Roger Duchêne, « jusqu'à la clôture de Pâques, quinze représentations ininterrompues avec une recette moyenne de 1 407 livres, contre 891 pour les trente-deux premières représentations de L'École des femmes, et 611 pour les vingt-cinq de La Princesse d'Élide. »
Il faudra attendre la première représentation du Tartuffe, en février 1669, pour que ces chiffres soient dépassés. De telles recettes ne sont possibles qu'à supposer qu'en plus du parterre, noir de bourgeois, de laquais et de toutes sortes de gens en armes pressés debout les uns contre les autres, la totalité des dix-sept loges (réservées, au moins par leur prix, aux « personnes de condition ») et des places sur la scène et à l'amphithéâtre sont occupées.

### Louis XIV spectateur?

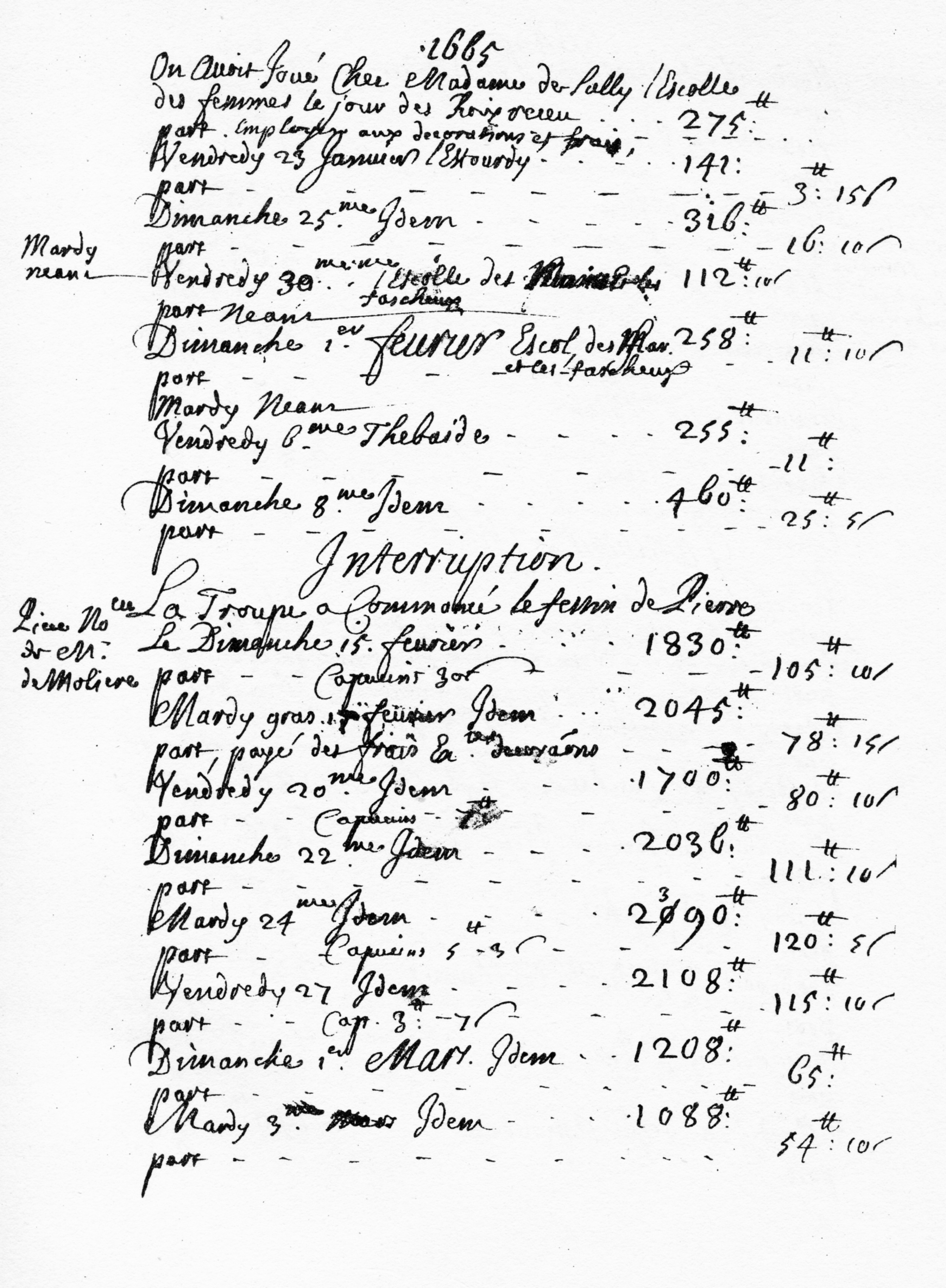
Page du Registre de La Grange où sont consignées les premières représentations du Festin de Pierre.

La Grange ne signalant dans son registre aucune présence exceptionnelle ni aucun incident particulier au cours des six semaines d'exploitation du spectacle, les historiens s'accordent généralement à dire que Louis XIV n'a pas vu le Festin de Pierre de Molière. Mais les pages du registre concernant les années 1664-1665 ont été remplies, selon toute vraisemblance, beaucoup plus tard et contiennent plusieurs lacunes et au moins deux importantes erreurs de date. S'agissant du Festin de Pierre, il se contente d'indiquer les dates des représentations, le montant des recettes, la part revenant à chaque acteur et les quelques sous versés aux capucins, les pompiers de l'époque, qui ont été amenés à intervenir dix fois (sur quinze représentations), sans doute pour éteindre des départs d'incendie provoqués par les flammes de l'enfer.
François Rey fait observer que Louis XIV a participé à tous les divertissements et assisté à tous les spectacles qui se sont donnés pendant les six semaines de réjouissances carnavalesques. Il a figuré dans les deux ballets dansés au Palais-Royal et a été de tous les bals de la cour. 

« Pourquoi, s'interroge l'historien, aurait-il boudé le dernier grand divertissement de la saison, un spectacle qui promettait d'être exceptionnel et qui avait fait l'objet d'une annonce presque officielle dans La Muze historique de Loret ? Pourquoi se serait-il soudain désintéressé d'une histoire dont nous savons qu'il l'aimait ? Pourquoi, enfin, aurait-il refusé, pour la première fois depuis 1658, de voir une pièce de son comédien et auteur favori, une comédie dont tout Paris savait qu'elle devait constituer (ou au moins contenir) une réponse aux accusations portées contre Le Tartuffe ? »

Dans sa Lettre sur les Observations d'une comédie du Sr de Molière intitulée Le Festin de Pierre, Jean Donneau de Visé, après avoir ironisé sur l'adresse du mystérieux « sieur de Rochemont » à dénombrer les vices de dom Juan, conclura : « Je ne crois pas avoir beaucoup de choses à répondre, quand j'aurai dit, après le plus grand monarque du monde, qu’il [dom Juan] n'est pas récompensé. »

### L'accueil
En dehors des Observations de Rochemont, publiées fin avril, et des deux réponses qu'elles occasionnent (voir ci-dessous, « Querelle du Festin de Pierre »), il n'existe aucun témoignage direct sur la réception du spectacle. Aucun épistolier, aucun diariste, aucun mémorialiste n'évoque ce qui apparaîtra à la postérité tardive comme un grand moment de la carrière de Molière ; aucun ne commente ce qui est considéré aujourd'hui, avec Le Tartuffe et Le Misanthrope, comme l'un de ses trois chefs-d'œuvre. 
Des esprits libres, voire libertins, comme Samuel Sorbière, Roger de Bussy-Rabutin, Saint-Évremond, ont encensé Le Tartuffe accusé d'impiété, mais ils n'ont pas un mot pour défendre ou au moins commenter une comédie au propos équivoque, qu'un libelle d'inspiration ultra-dévote dénonce immédiatement comme sacrilège. 
Il n'existe aucune trace d'un quelconque prêche, prône ou sermon de ce temps, mettant en cause Molière, nommément ou par allusion.

## La querelle duFestin de Pierre

### LesObservationsdu sieur de Rochemont
À la fin du mois d'avril ou dans les premières semaines de mai, alors que les représentations de la pièce ont cessé depuis le 20 mars, une brochure de 48 pages sobrement intitulée Observations sur une Comédie de Moliere intitulée Le Festin de Pierre est mise en vente par le libraire Nicolas Pépingué. Elle se présente comme l'œuvre d'un « sieur de Rochemont », dont l'identité réelle demeure aujourd'hui encore mystérieuse. Il s'agit d'une attaque singulièrement violente visant tout autant Le Tartuffe que Le Festin de Pierre, dont l'auteur (nommément cité, ce qui est rare dans les polémiques théâtrales de l'époque) est accusé d'avoir « fait monter sur le théâtre » le libertinage, l'impiété et l'athéisme.

Ce libelle s'achève sur l'évocation des maux qui risquent de s'abattre sur la France — conformément à la croyance de l'époque — si le roi tolère l'insulte ainsi faite à la religion : 

« Il ne faut qu'un homme de bien, quand il a la puissance, pour sauver un Royaume ; et il ne faut qu‘un Athée, quand il a la malice, pour le ruiner et pour le perdre. Les deluges, la peste et la famine sont les suites que traisne après soy l‘Atheisme, et quand il est question de le punir, le Ciel ramasse tous les ﬂeaux de sa colere pour en rendre le chastiment plus exemplaire. »

Dès la fin du mois de juillet, deux textes anonymes prendront la défense de Molière, soulignant les outrances de ce pamphlet et assurant même que « la moitié de Paris » a douté que l'athée Dom Juan méritât le châtiment qui le frappe.

### Des amendements au lendemain de la première?

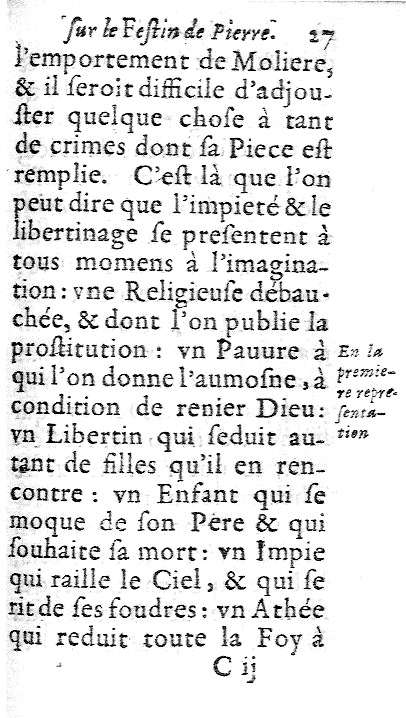
Les Observations du sieur de Rochemont.

À l’endroit où Rochemont, dénombrant les « crimes dont la pièce est remplie », évoque « un pauvre, à qui l'on donne l'aumône à condition de renier Dieu », une note indique en marge : « En la première représentation. » De ces quatre mots, dont on ne sait s'ils sont de l'auteur ou du libraire-éditeur, la plupart des autres notes marginales étant des renvois aux textes cités par Rochemont, on peut conclure que la demande de jurement faite au pauvre par dom Juan a été supprimée dès la deuxième représentation. Mais les raisons de la suppression sont difficiles à préciser. Rien en tout cas ne permet d'affirmer, comme on l'a fait souvent, que Molière, en mutilant cette scène, obtempéra aux ordres d'une quelconque autorité, religieuse ou politique, et moins encore qu'il procéda alors à d'autres modifications visant à édulcorer son propos.
Il est certain, en revanche, que l'édition de 1682 présente des versions « lourdement censurées » des scènes I et II de l'acte III. Les éditeurs et les censeurs, manifestement inspirés par le pamphlet de Rochemont, ont procédé à des coupures qui aboutissent à faire disparaître le crédo mathématique de dom Juan — « Je crois que deux et deux sont quatre […] et que quatre et quatre sont huit » —, son refus de croire au Ciel et à l'enfer, la croyance de Sganarelle au Moine bourru et la demande de jurement faite au pauvre (voir section Paris, 1682).

### La querelle prend de l'ampleur
Le succès des Observations est aussi fulgurant que celui du spectacle. On dénombre plus d'une vingtaine d'exemplaires dans les seules bibliothèques publiques du monde entier, exemplaires eux-mêmes répartis en une demi-douzaine d'éditions ou tirages différents. Ce succès donne lieu à une « querelle dans la querelle », opposant Pépingué à son confrère Gabriel Quinet.
Il est probable que c'est après la parution du pamphlet de Rochemont qu'un auteur, resté anonyme, compose un sonnet encore plus violent dans son expression, mais « d'une fureur tellement excessive qu'on la croirait volontiers moins sérieuse que parodique et gouailleuse » :
          Tout Paris s'entretient du crime de Molière.

          Tel dit : j'étoufferais cet infâme bouquin

          L'autre : je donnerais à ce maître faquin

          De quoi se divertir à grands coups d'étrivière.

          Qu'on le jette lié au fond de la rivière

          Avec tous ces impies compagnons d'Arlequin,

          Qu'on le traite en un mot comme un dernier coquin,

          Que ses yeux pour toujours soient privés de lumière.

          Tous ces maux différents ensemble ramassés

          Pour son impiété ne seraient pas assez ;

          Il faudrait qu'il fût mis entre quatre murailles ;

          Que ses approbateurs le vissent en ce lieu,

          Qu'un vautour jour et nuit déchirât ses entrailles,

          Pour montrer aux impies à se moquer de Dieu.
De telles accusations, proférées par un anonyme, auraient-elles pu conduire Molière au bûcher, comme cela avait été le cas, trois ans plus tôt, pour le poète Claude Le Petit, condamné à être brûlé en place de Grève « pour avoir composé, écrit et fait imprimer des écrits impies, détestables et abominables contre l'honneur de Dieu et de ses saints » ? Outre que Le Petit ne bénéficiait pas des mêmes puissantes protections que Molière, les accusations portées contre lui étaient de loin beaucoup plus graves que celles de Rochemont. Quoi qu'il en soit, aucun historien n'a jamais évoqué une telle menace pour Molière.
Soulignant le caractère d'unicité du réquisitoire de Rochemont, François Rey soutient que le spectacle du Palais-Royal n'a provoqué aucun véritable scandale et que les spectateurs ont trouvé dans ce divertissement de carnaval « un plaisir procuré sans aucun doute par la grande sortie du cinquième acte, mais aussi par les décors, par les machines, par les effets pyrotechniques, par le jeu des comédiens dans certaines scènes de pure virtuosité, linguistique ou physique, comme celles du deuxième acte. »
Telle n'est pas la lecture que la plupart des historiens ont faite et font encore de cet épisode. Ainsi, faisant fond sur le « témoignage » de Rochemont, Eugène Despois et Paul Mesnard se montrent-ils catégoriques : « La pièce, écrivent-ils, fut jugée irréligieuse, et ceux qui, sincèrement ou non, en portèrent ce jugement, se firent écouter : ces deux faits sont hors de doute. » Et ils n'hésitent pas à conclure que la publication du libelle de Rochemont a eu pour effet de supprimer durablement cette pièce du répertoire de la troupe : « On ne se sentit plus libre ni de la représenter, ni de l'imprimer, au moins tant que Molière vécut. »
Les derniers éditeurs de Molière dans la collection de la Pléiade affirment de même que la scène du Pauvre a suscité « la fureur des adversaires de Molière ».

### Molière conserve l'appui du roi

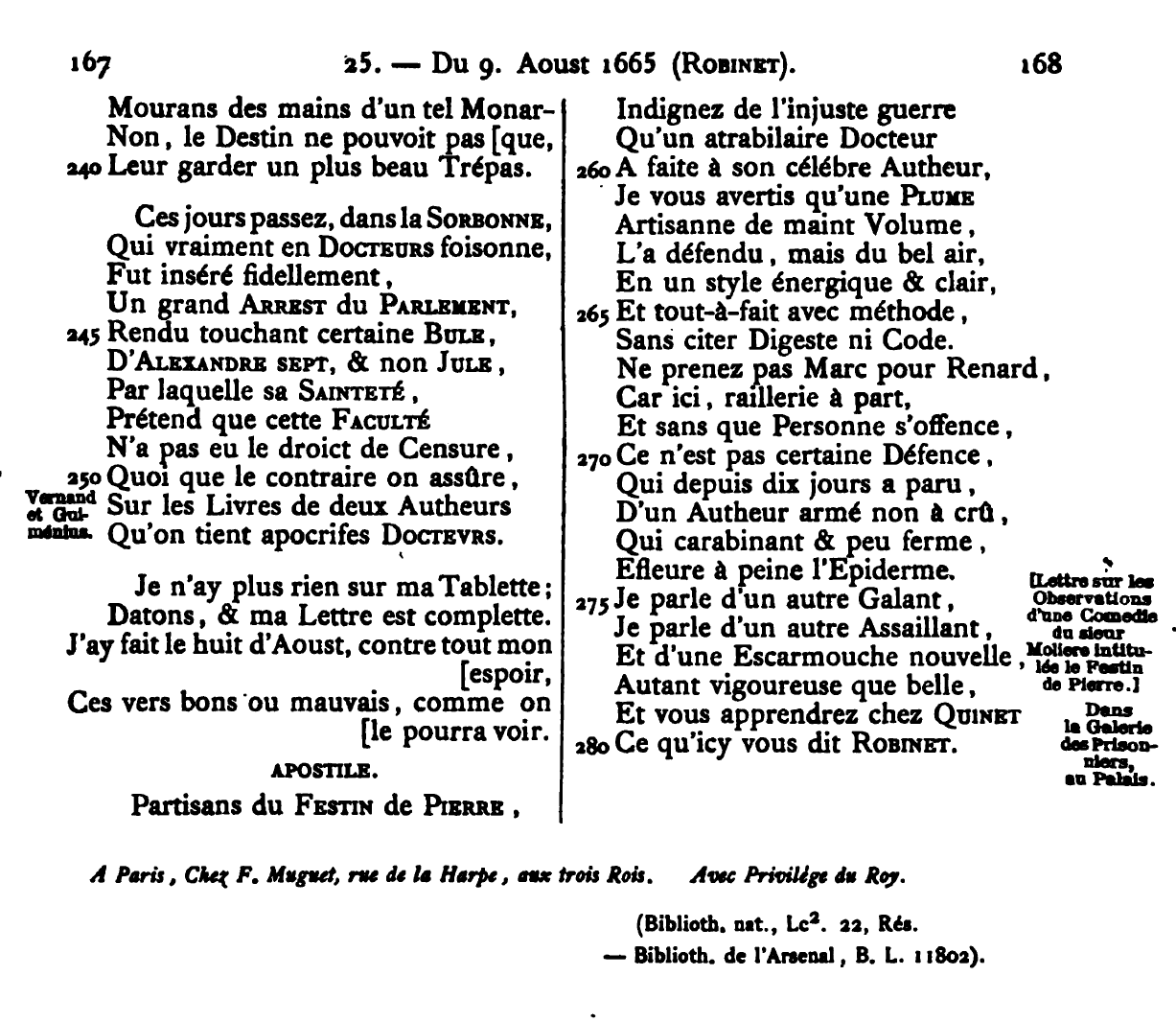
L'apostille de Robinet à sa Lettre en vers du 9 août 1665.

L'auteur anonyme de la Lettre sur les Observations (très probablement Donneau de Visé) ne craint cependant pas d'assurer que Louis XIV n'est nullement intervenu pour interdire la pièce : « Je pourrois dire toutefois qu’il [le Roi] sçavoit bien ce qu’il faisait en laissant jouer le Festin de Pierre, qu'il ne vouloit pas que les Tartuffes eussent plus d’authorité que luy dans son Royaume » (p. 30). Selon le même auteur, le roi aurait répondu à ceux qui se scandalisaient des impiétés de dom Juan « qu’il n’est pas récompensé ». Comme le signale Eugène Despois, « quelle que soit la valeur de cette bienveillante remarque, il est probable qu'on n'aurait pas osé l'attribuer au Roi, s'il ne l'avait pas faite. »
Le 13 juin, alors que les Parisiens s'arrachent les Observations et que la querelle bat son plein, Louis XIV convie sa famille et sa cour au château de Saint-Germain-en-Laye, pour une grande fête quasi improvisée, qui se prolongera jusque tard la nuit. Le duc de Saint-Aignan, organisateur des réjouissances, a fait appel, pour la partie théâtrale, à Molière et ses camarades, qui joueront Le Favori, de Marie-Catherine Desjardins.

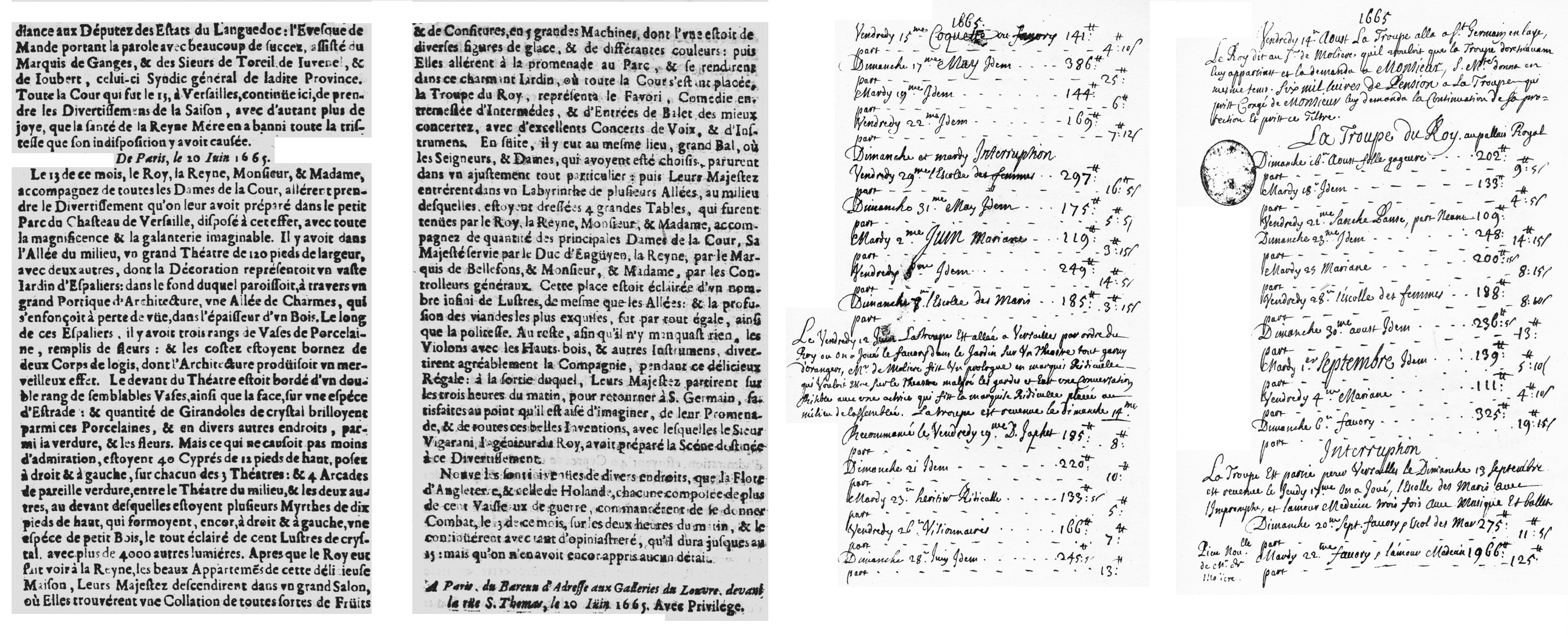
La Gazette du 20 juin 1665 rend compte de la fête du 13 à Saint-Germain-en-Laye et du changement de statut de la Troupe de Monsieur, qui sera désormais la Troupe du Roy. La Grange consigne ce déplacement dans son Registre en décrivant la scène jouée par Molière, mais sans signaler le changement de statut de la troupe. Il en rend compte à la date du 14 août, en se trompant de deux mois.

Dans le compte rendu qu'il fera de cette fête dans la Gazette du 20 juin, Charles Robinet écrira : « [Leurs Majestés] allèrent à la promenade au parc et se rendirent dans ce charmant jardin où, toute la cour s’étant placée, la Troupe du roi représenta Le Favori, comédie entremêlée d’intermèdes et d’entrées de ballet ». Selon François Rey, ce titre de « Troupe du Roi », qui apparaît ici pour la première fois dans la documentation, et le caractère erroné de l'entrée du 14 août 1665 dans le Registre de La Grange, indiquent clairement que la « Troupe de Monsieur » est devenue « La Troupe du Roi au Palais-Royal » dès le 14 juin et que cette décision royale apparaît ainsi étroitement liée à la polémique autour du Festin de Pierre. Edric Caldicott et Georges Forestier confirment à leur tour que « cette information [l'article de la Gazette] fait avancer de deux mois la date du 14 août habituellement retenue (d'après le Registre de La Grange) pour la promotion de la Troupe de Monsieur au rang de Troupe du Roi. »

### Les raisons d'une non-reprise
Malgré l'indéniable succès qu'il a remporté, Le Festin de Pierre n'a pas été repris à la réouverture du théâtre, le 14 avril 1665, et le texte en prose de Molière disparaît des scènes parisiennes pendant 176 ans. Il sera repris pour la première fois le 17 novembre 1841 au théâtre de l'Odéon et entrera au répertoire de la Comédie-Française le 15 janvier 1847.
Le silence qui entoura la pièce après 1665 devait conduire Adrien Baillet à soutenir, dans un long et stimulant article consacré à « M. de Moliere », que Le Festin de Pierre, qui à la date où il écrivait n'avait pas encore été publié, « doit passer pour une pièce supprimée, dont la mémoire ne subsiste plus que par les Observations qu'on a faites contre cette pièce et celle du Tartuffe ». La plupart des moliéristes de la fin du XIXe et du XXe siècle ont estimé que Molière avait dû recevoir de Louis XIV le conseil, sinon l'ordre, de renoncer à sa pièce, comme si, pour pouvoir sauver Le Tartuffe, il fallait sacrifier Le Festin de Pierre. Ainsi, pour Antoine Adam « on devine, sans argument précis mais sans invraisemblance, une interdiction discrètement signifiée ». La suppression, au lendemain de la première, de la demande de jurement faite au pauvre par dom Juan semble corroborer cette hypothèse.

Bien qu'aucun document contemporain ne permette d'affirmer qu'il y a eu « censure » au sens strict, Alain Viala fait remarquer que 

« la disparition assez longue (17 ans) de la pièce de l’espace public, ainsi que sa transformation en une version édulcorée par Thomas Corneille constituent une censure de fait. Et les transformations du texte, dans sa réécriture par Thomas Corneille et dans sa publication expurgée en 1682 ont des liens manifestes avec l’attaque que constituaient les Observations : par exemple, celles-ci mettaient en cause l’exclamation finale de Sganarelle réclamant "ses gages" et les deux versions ci-dessus font disparaître ce passage. Du point de vue des querelles, il y a donc bien une dimension religieuse en débat. »

L'historien de la littérature conclut ainsi son analyse de la querelle : « Le fait que la pièce n’ait été ni reprise ni éditée par Molière lui-même semble indiquer qu’il s’est trouvé en danger devant ces critiques. »

### Des raisons techniques?
Les auteurs de l'édition Pléiade 2010 font valoir, pour leur part, qu'une autre pièce à grand spectacle de Molière, Amphitryon, créée elle aussi avec succès à l'occasion du Carnaval, n'a pas été reprise après le relâche de Pâques : un parallélisme d'autant plus frappant qu'en 1665 la troupe était en mesure de proposer une nouveauté après la réouverture du théâtre (Le Favori, tragicomédie de Marie-Catherine Desjardins, dite de Villedieu), alors qu'en 1668 elle n'avait sous la main aucune nouvelle création et dut se contenter de vivre de reprises, ne remontant finalement Amphitryon qu'à l'extrême fin du mois de juin. Or, selon les mêmes historiens, si Le Festin de Pierre n'a pas été rejoué à la fin du printemps comme devait l'être Amphitryon trois ans plus tard, c'est peut-être que les comédiens italiens partis l'année précédente en Italie étaient de retour à Paris, alternant de nouveau avec la troupe de Molière sur la scène du Palais-Royal ; sur cette scène encore mal équipée pour les machines, cette alternance quotidienne rendait impossible la reprise d'une pièce qui nécessitait un système complexe de décorations (près de cinquante châssis à manœuvrer).
Dans le même ordre d'idées, on peut rappeler que les « pompiers » capucins sont intervenus dix fois sur quinze représentations, ce qui semble indiquer que les effets de pyrotechnie n'étaient pas au point : « L'abîme enflammé où dom Juan disparait au Ve acte nécessitait sans doute un surcroît de capucins. »

### Un spectacle de circonstance?
Développant une suggestion du critique Guy Leclerc, qui ne se disait « pas sûr que Molière ait porté à son Dom Juan l'intérêt passionné que nous lui portons nous-mêmes », François Rey soutient que le Festin de Pierre donné sur la scène du Palais-Royal en février-mars 1665 n'était qu'un spectacle de circonstances, une tribune occasionnelle, un épisode dans la « bataille du Tartuffe », et que la pièce n'était sans doute pas destinée à être publiée, ni à entrer dans le répertoire de la troupe une fois atteint l'objectif que son auteur s'était fixé : 

« Aujourd'hui, écrit-il, je lis Le Festin de pierre, non comme une pièce écrite par un auteur-acteur conscient d'ajouter cette… pierre à l'édifice d'une œuvre déjà importante […], mais comme l'écho, la trace, le souvenir d'un moment de théâtre unique et voué sans doute à le rester. »

 Les éditeurs de la Pléiade, quant à eux, s'interrogeant sur les raisons pour lesquelles le spectacle n'a pas été repris après le relâche de Pâques, ne sont pas loin de conclure de même : 

« Au demeurant, Molière avait-il des raisons de continuer à s'intéresser à une comédie à grand spectacle sur un sujet rebattu qui lui avait été imposé par les circonstances et que seule l'absence des Italiens durant la période du Carnaval avait rendue possible ? Avait-il même des raisons de publier la brillante rhapsodie qu'il avait composée ?… »

### Le privilège d'impression

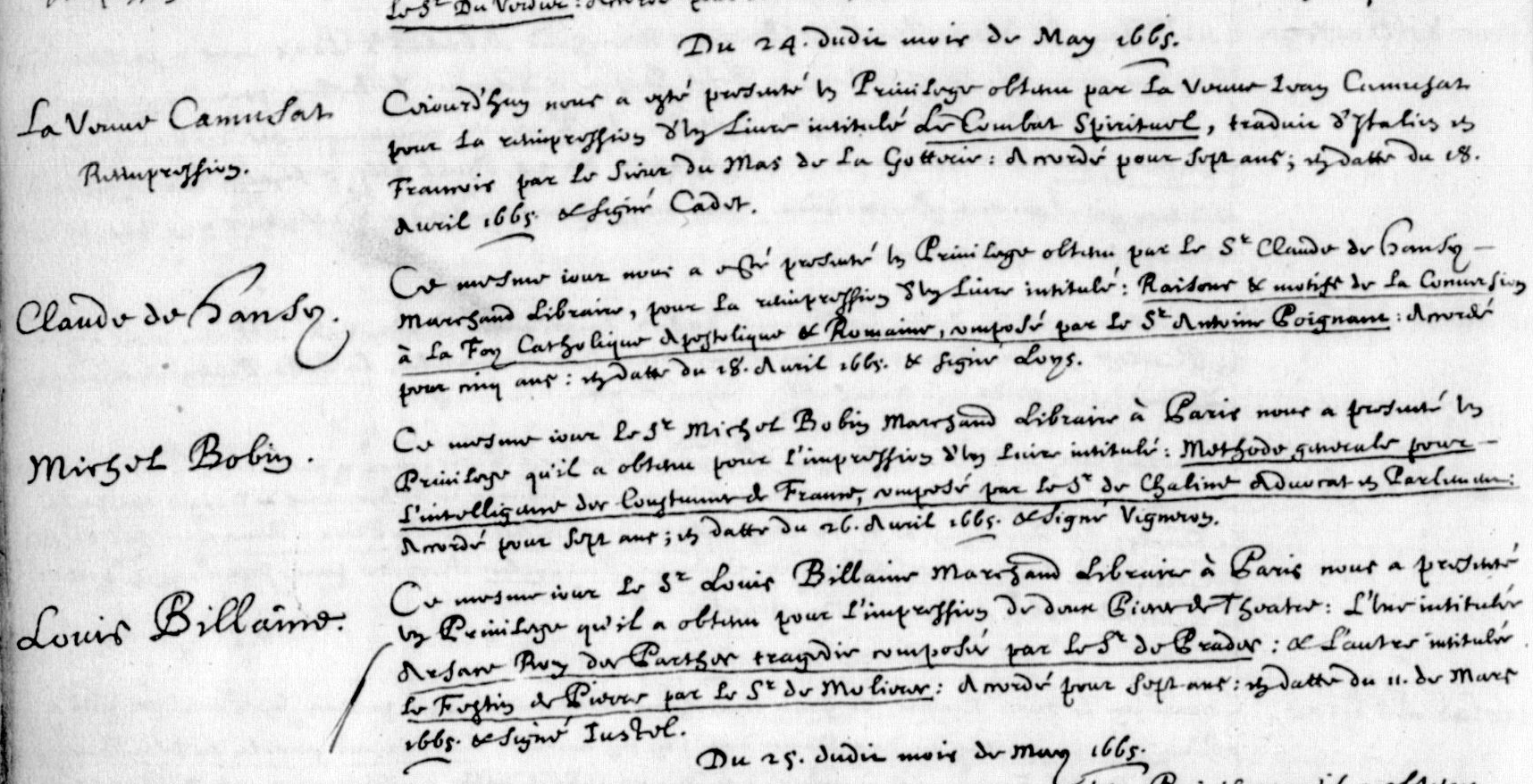
Registre de la Chambre syndicale des libraires. Mention du privilège accordé à Louis Billaine le 11 mars et enregistré le 24 mai.

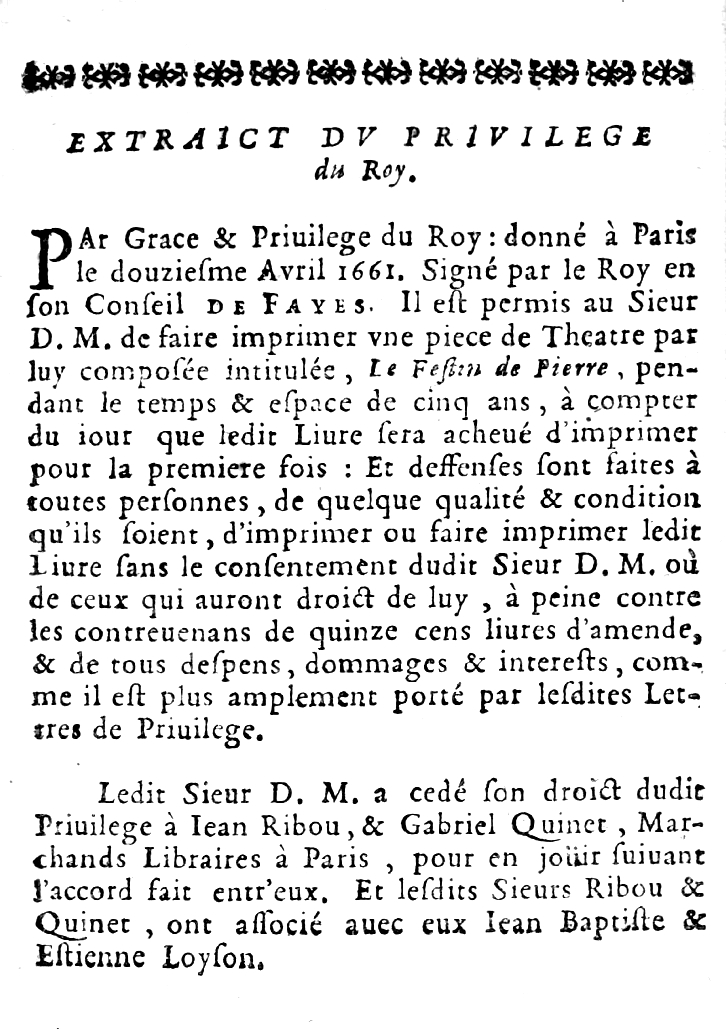
Extrait du privilège du Festin de Pierre de Dorimond, Ribou, 1665.

Tel est le succès, que dès les premiers jours de mars, le libraire Louis Billaine dépose à la Chancellerie un exemplaire manuscrit de la pièce accompagné d'une demande de privilège royal pour l’impression. L'a-t-il fait à la demande ou au moins avec l’accord de l'auteur ? C’est peu probable, étant donné les détestables rapports que Molière entretient avec les libraires.
Comme il est d'usage, la lecture du texte a été confiée à un secrétaire du roi faisant fonction de censeur. La personnalité de ce lecteur n’est pas indifférente : Henri Justel, érudit de confession protestante, est une importante figure du Paris intellectuel et savant des années 1660-1670. Commensal du prince de Condé, cicérone de Christian Huygens lors de son séjour à Paris, correspondant de John Locke et de G.W. Leibniz, il est en relations d'affaires avec Louis Billaine, chez qui il a fait imprimer un livre et en fera imprimer un second, avant de lui vendre sa riche bibliothèque, au moment de s'exiler en Angleterre. « Sa charge de secrétaire du roi […], note une historienne, […] lui permet d'aider les savants et de faciliter l'impression de livres qui auraient soulevé des tempêtes à la Sorbonne, en leur facilitant l'obtention du privilège royal. Tel est le cas pour la Bibliothèque française de Charles Sorel. »
En matière religieuse, Justel est un esprit ouvert, voire un sceptique, mais aucunement un libertin. Quoi qu'il en soit, le 11 mars le privilège est accordé à Billaine, qui le fera enregistrer le 24 mai. Pour des raisons que l’on ignore — intervention de Molière ? effets de la querelle? « proscription qui, par ménagement pour Molière, resta clandestine »? —, le libraire n’en fera pas usage et le cèdera à son collègue Théodore Girard, lequel publiera l’Arsace roy des Parthes de Royer de Prade et L'Amour médecin de Molière, mais pas Le Festin de Pierre.

### Une imposture éditoriale
Quatre autres libraires, Jean Ribou, Gabriel Quinet, Jean-Baptiste et Estienne Loyson, n'auront pas les scrupules de Billaine. Faute de pouvoir publier le texte de Molière, ils feront réimprimer celui de Dorimond sous un titre nouveau : Le Festin de Pierre ou l'Athée foudroyé, tragi-comédie, et le mettront en vente sans autre nom d'auteur qu'un «D.M.» dissimulé dans l'extrait du privilège, et qui peut se lire «De Molière». Mais il s'agit bel et bien d'un privilège réécrit et donc d'une escroquerie, puisque le privilège du 12 avril 1661, enregistré par Quinet le 10 août suivant, a été « obtenu sous le nom du Sr Dorimond »,.
Au reste, Antoine Offray, le libraire lyonnais qui a publié la pièce en janvier 1659, l'a rééditée ou réimprimée en 1661, et l'on ne voit pas qu'une édition parisienne ait été publiée la même année par les quatre libraires bénéficiaires du nouveau privilège.
Ce même texte de Dorimond retitré sera plusieurs fois réédité au cours des années suivantes (1674, 1679, 1683, 1691), mais alors carrément sous le nom de « J.B.P. de Molière ».

## Les lendemains du succès

### LeFestin de Pierredans la querelle du théâtre
La résurgence, en 1666, de la querelle de la moralité du théâtre, qui occasionne la publication d'ouvrages très hostiles au spectacle dramatique, attire de nouveau l'attention sur ce que les dévots considèrent comme des provocations.
Dans les derniers jours de l'année 1666, les libraires Pierre Promé et Louis Billaine (le même qui, en mars 1665, avait obtenu pour l'impression du Festin de Pierre, un privilège dont il n'avait pas fait usage) mettent en vente, sans nom d'auteur, un Traité de la comédie et des spectacles, selon la tradition de l'Église, tirée des Conciles & des Saints Pères, dû à la plume du prince de Conti. L'ouvrage s'en prend, sans le nommer, à Molière et à deux de ses comédies, L'École des femmes et Le Festin de Pierre : « Y a-t-il une école d'athéisme plus ouverte que le Festin de Pierre, où après avoir fait dire toutes les impiétés les plus horribles à un athée, qui a beaucoup d'esprit, l'auteur confie la cause de Dieu à un valet, à qui il fait dire, pour la soutenir, toutes les impertinences du monde? »

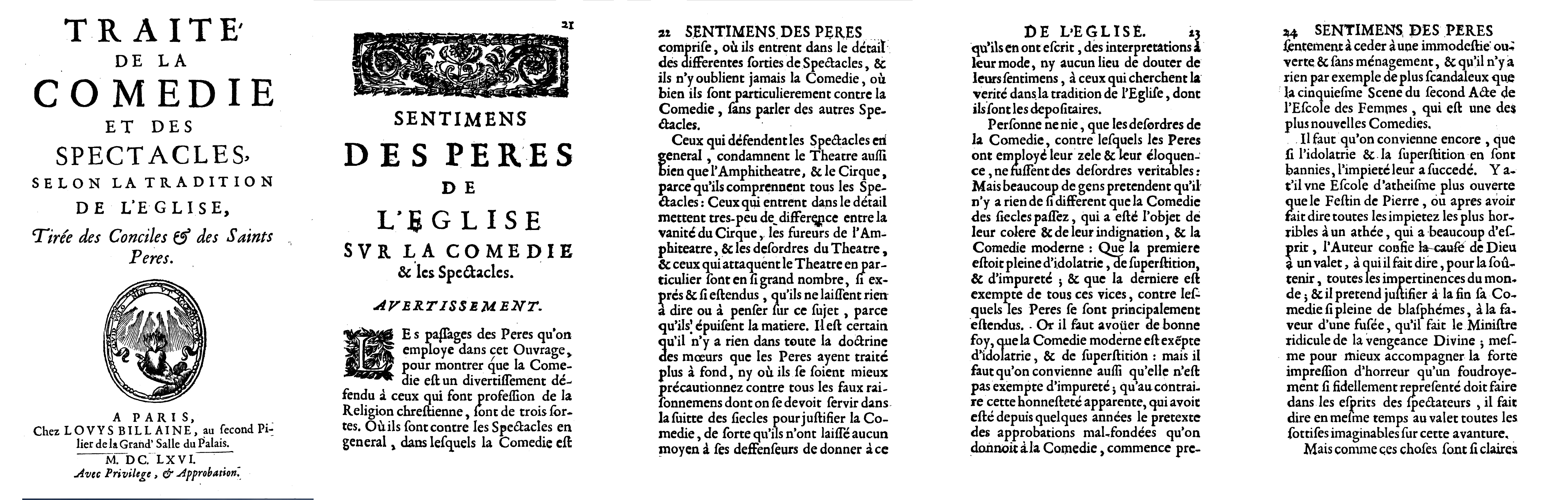
Traité de la comédie et des spectacles, ouvrage posthume du prince de Conti, 1666.

### LeFestin de Pierreà la campagne
Entre 1665 et 1669, à une date qu'il est difficile de préciser davantage, une troupe de province joue « Le Festin de Pierre ou l'Athée foudroyé, de Monsieur de Molière », représentation(s) dont il ne reste qu'une trace, le programme-annonce joliment imprimé au format in-4° et décrivant les « superbes machines et [les] magnifiques changements de théâtre » du spectacle, avec l'argument circonstancié de chacun des cinq actes.

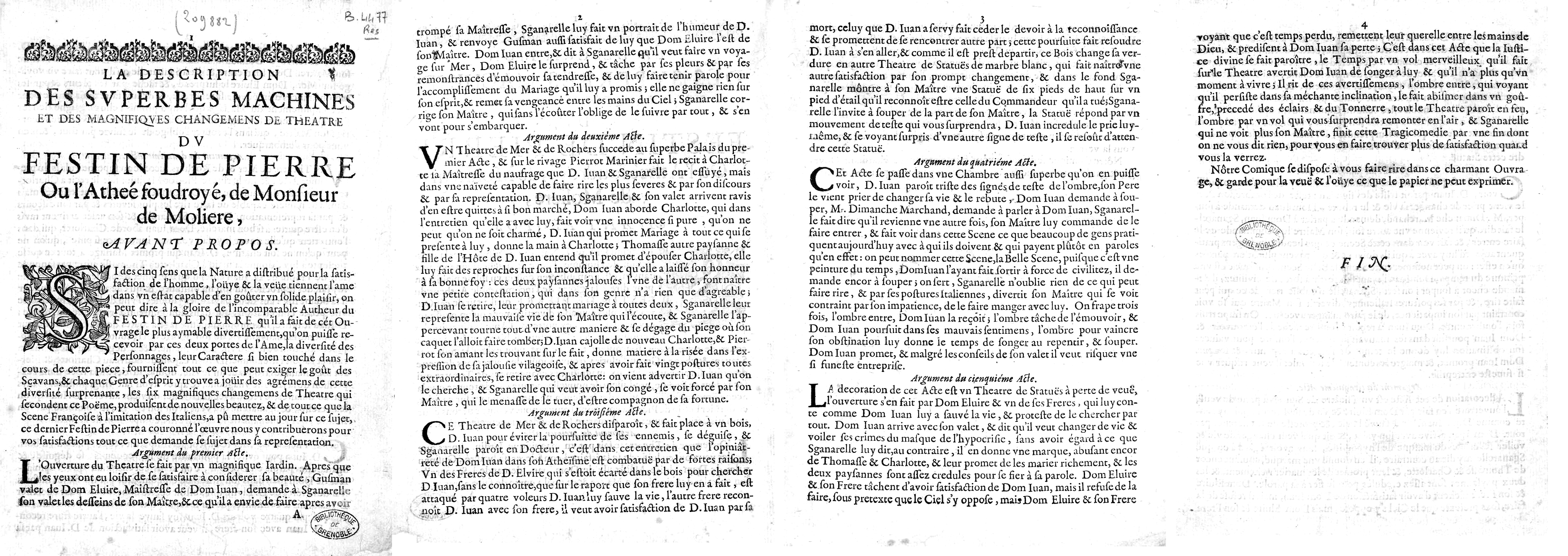
Programme-annonce du Festin de Pierre de Molière représenté en province dans les années 1665-1669.

Ce document, conservé à la Bibliothèque municipale de Grenoble, confirme, s'il était nécessaire, le titre et le sous-titre choisis par Molière et le fait que la pièce, loin d'être interdite ou étouffée, était très officiellement représentée ailleurs qu'à Paris, avec, il est vrai, des « aménagements » que la lecture du texte permet d'imaginer : Mathurine renommée en Thomasse, disparition de la scène du pauvre, déplacement de la seconde entrée d'Elvire, etc.

### Un quatrièmeFestin de Pierrefrançais

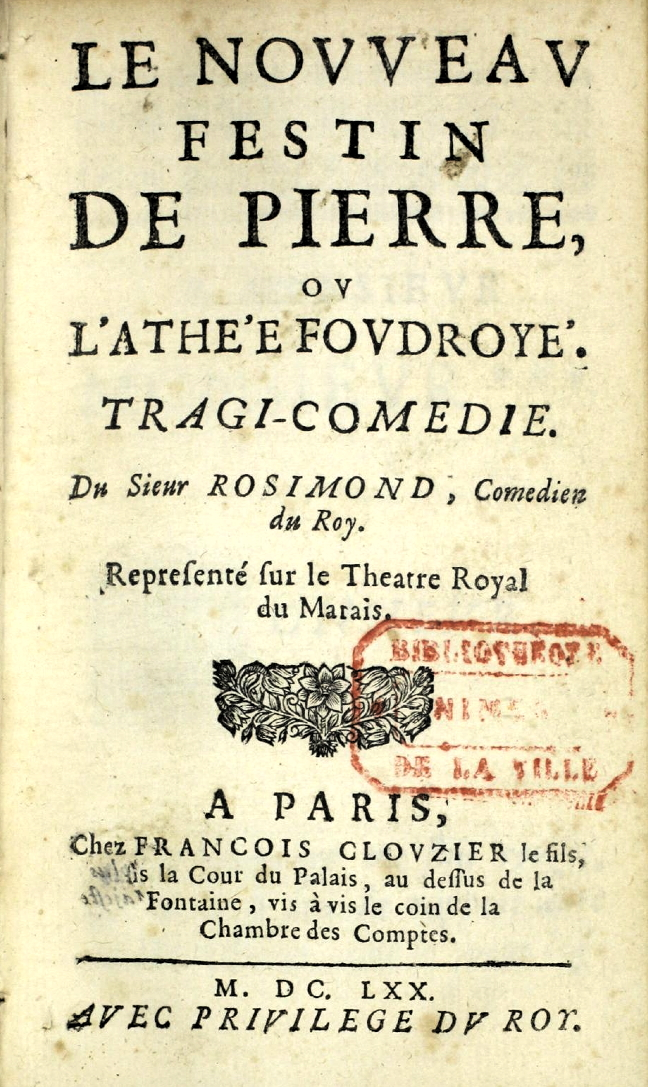
Page de titre du Nouveau Festin de Pierre, de Rosimond, 1670.

Au mois de novembre 1669, tandis que les Italiens reprennent leur propre Festin de Pierre sur la scène du Palais-Royal (où ils jouent toujours en alternance avec la Troupe du Roi), les comédiens du Marais créent Le Nouveau Festin de Pierre ou l'Athée foudroyé, quatrième version française de la légende, composée en cinq actes et en vers par Claude La Rose, dit Rosimond, qui, venant de Grenoble, est entré depuis peu dans la troupe. Le texte sera imprimé en avril 1670, avec un avis au lecteur dans lequel Rosimond fait très librement l'éloge de son célèbre confrère :

« Ce n'est pas d'aujourd'hui qu'on t'a présenté ce sujet. Les comédiens italiens l'ont apporté en France, et il a fait tant de bruit chez eux que toutes les troupes en ont voulu régaler le public. Monsieur de Villiers l'a traité pour l'Hôtel de Bourgogne, et Monsieur de Molière l'a fait voir depuis peu avec des beautés toutes particulières. Après une touche si considérable, tu t'étonneras que je me sois exposé à y mettre la main ; mais apprends que je me connais trop pour m'être flatté d'en faire quelque chose d'excellent, et que la troupe dont j'ai l'honneur d'être étant la seule qui ne l'a point représenté à Paris, j'ai cru qu'y joignant ces superbes ornements de théâtre qu'on voit d'ordinaire chez nous, elle pourrait profiter du bonheur qu'un sujet si fameux a toujours eu… »

### Les Fragments de Molière, de Champmeslé

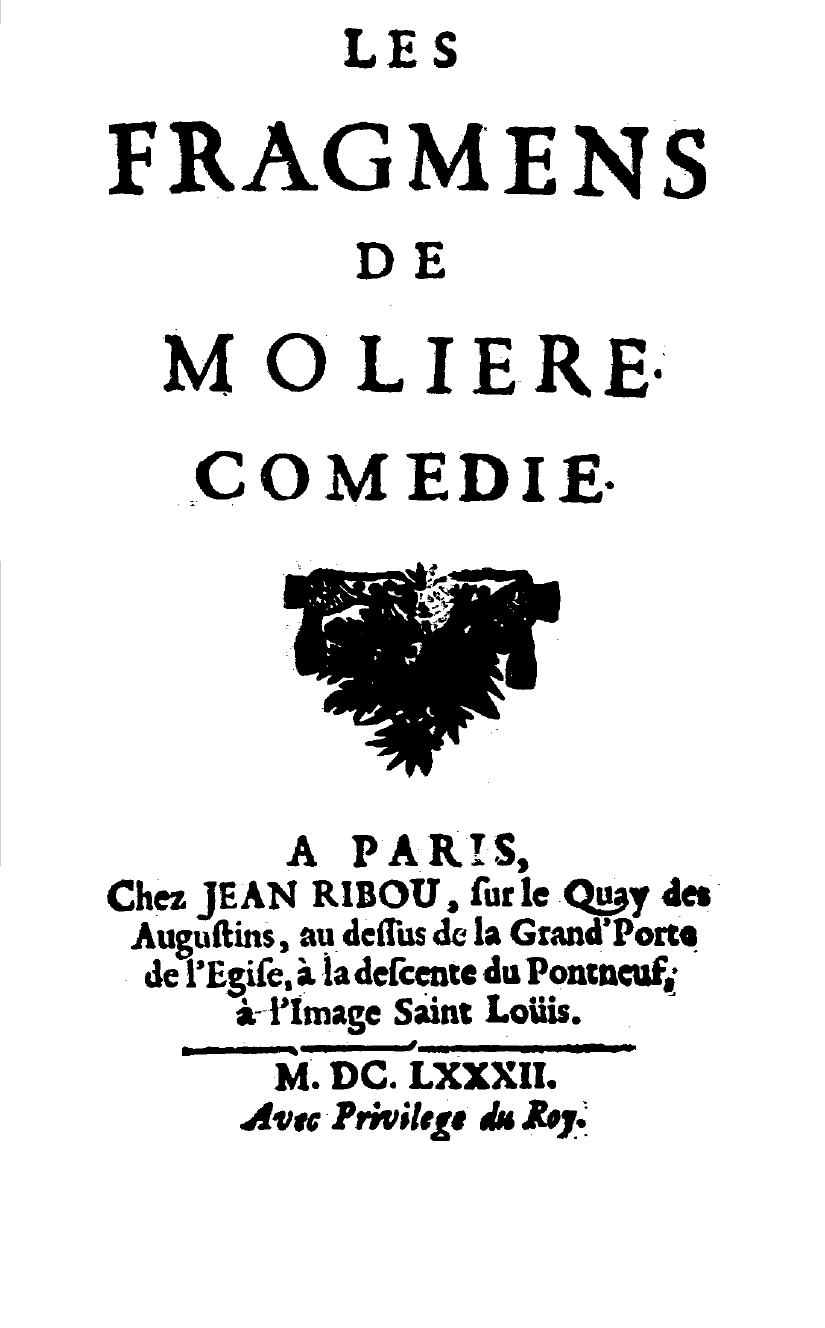
Page de titre des Fragmens de Molière, de Champmeslé, publiés par Jean Ribou, éditeur attitré de Molière à partir de 1666.

Au mois d'août 1676, la Troupe royale de l'Hôtel de Bourgogne donne, en première partie de l’Œdipe de Pierre Corneille, Les Fragments de Molière, accommodés au théâtre par M. Brécourt. En septembre 1677, le spectacle sera présenté en première partie du Bajazet de Racine devant la cour séjournant au château de Fontainebleau, puis la « pièce » sera reprise, le 30 septembre 1681, sur la scène de la toute nouvelle Comédie-Française, où elle sera donnée trente-six fois au cours des vingt années suivantes.
Il s'agit en fait d'un montage-adaptation très libre, en deux actes, fait par le comédien Charles Chevillet, dit Champmeslé, de quelques scènes du Festin de pierre de Molière.
Certains commentateurs ont formulé l'hypothèse que c'est peut-être cette tentative de récupération de la troupe concurrente qui aurait incité les camarades du défunt Molière à passer commande au cadet Corneille d'une versification de la pièce originelle.

### La mise en vers expurgée de Thomas Corneille

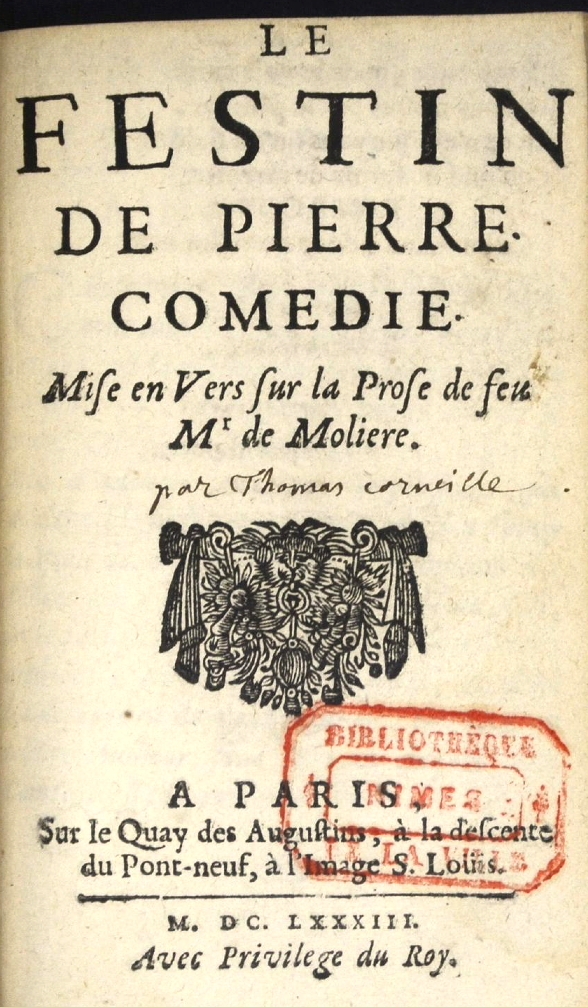
Page de titre du Festin de Pierre mis en vers par Thomas Corneille.

Au mois de février 1677, quatre ans après la mort de Molière, la troupe de l'hôtel Guénégaud (issue de la fusion de l'ancienne Troupe du Roi et de celle de l'ancien théâtre du Marais) met à l'affiche — sous le nom de Molière — une version du Festin de Pierre mise en vers par Thomas Corneille, lequel collabore depuis plusieurs années avec la nouvelle troupe pour produire des pièces à grand spectacle.
Jean Donneau de Visé rend compte de cette création sur plusieurs pages du numéro de mars de son Nouveau Mercure galant :

« Je ne dois pas oublier de vous dire qu'on a fait revivre une pièce dont vous n'osiez dire il y a cinq ou six ans tout le bien que vous en pensiez, à cause de certaines choses qui blessaient la délicatesse des scrupuleux. Elle en est à présent tout à fait purgée, et au lieu qu'elle était en prose, elle a été mise en vers d'une manière qui a fait dire qu'elle n'a rien perdu des beautés de son original, qui même y en a fait trouver de nouvelles. Vous voyez bien que c'est du Festin de Pierre du fameux Molière dont je vous parle. Il a été extraordinairement suivi pendant les six représentations qui en ont été données. […] Le grand succès de cette pièce est un effet de la prudence de Monsieur Corneille le jeune, qui en a fait les Vers, et qui n'y a mis que des scènes agréables en la place de celles qu'il en a retranchées. »

Six ans plus tard, publiant sa pièce sous ses seules initiales, Thomas Corneille explique à sa manière ce qui s'est passé, sans préciser qu'Armande Béjart, veuve de Molière, a partagé avec lui les bénéfices de ce travail de réécriture : 

« Cette pièce, dont les comédiens donnent tous les ans plusieurs représentations, est la même que feu M. de Molière fit jouer en prose peu de temps avant sa mort. Quelques personnes qui ont tout pouvoir sur moi m'ayant engagé à la mettre en vers, je me réservai la liberté d'adoucir certaines expressions qui avoient blessé les scrupuleux. J'ai suivi la prose assez exactement dans tout le reste, à l'exception des scènes du troisième et du cinquième acte, où j'ai fait parler des femmes. Ce sont scènes ajoutées à cet excellent original, et dont les défauts ne doivent point être imputés au célèbre auteur sous le nom duquel cette comédie est toujours représentée »

Selon Despois, l'expression « Quelques personnes qui ont tout pouvoir sur moi » ne saurait s'appliquer à Armande et laisse entendre que « l'ordre lui était venu de plus haut ».
Cette version continuera d'être représentée sous le nom de Molière jusqu'en 1841.

### Un cas de conscience
Vers la fin de l'année 1678, deux théologiens de la Sorbonne, Guillaume Fromageau et Adrien Augustin de Bussy de Lamet, sont interrogés sur un intéressant cas de conscience, à savoir si l'on peut « admettre aux sacrements une troupe de comédiens qui représentent et qui sont dans la disposition de représenter à l'avenir la comédie qui a pour titre Le Festin de Pierre, sous prétexte que les princes qui les ont à leurs gages veulent qu'elle soit représentée devant eux ». Ils rendront une réponse très circonstanciée le 18 décembre:

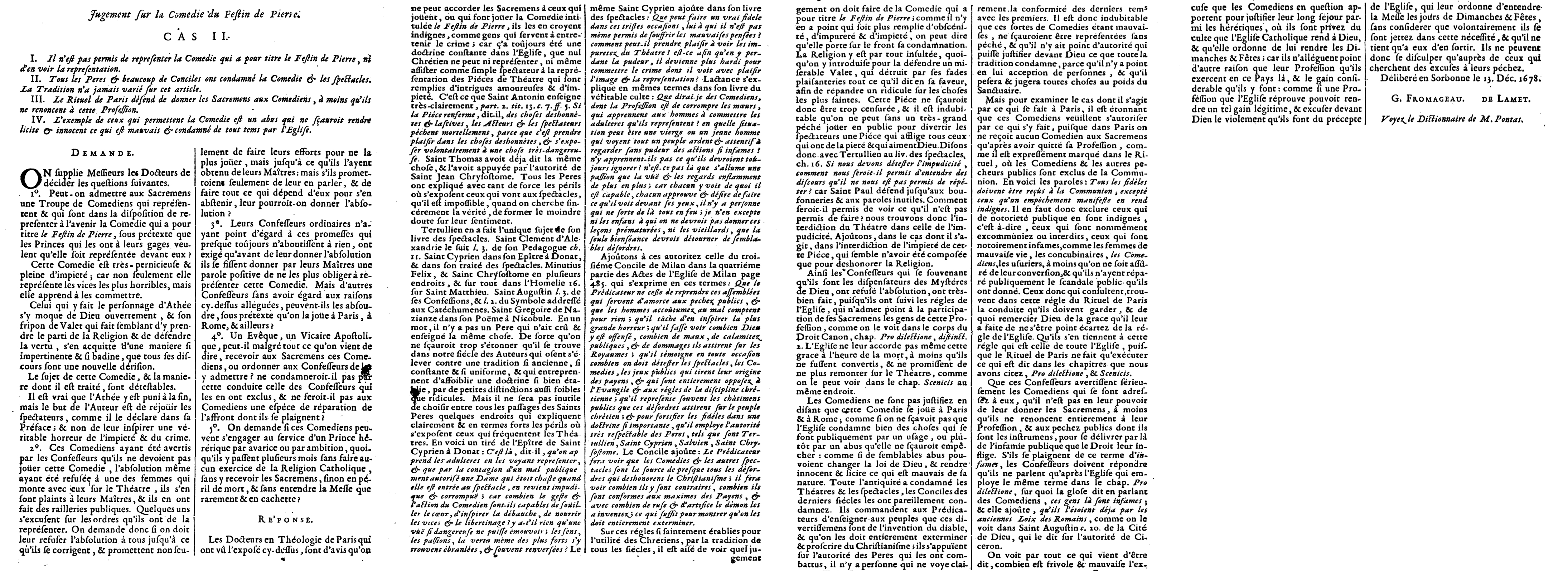
Jugement des docteurs Fromageau & Lamet sur Le Festin de Pierre, 13 décembre 1678.

## Premières publications

### Paris, 1682

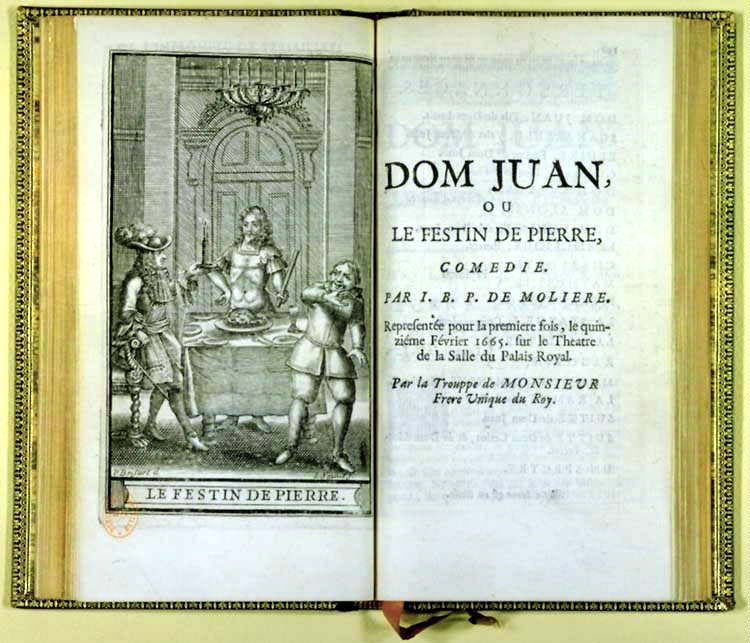
Frontispice et page de titre de Dom Juan ou le Festin de Pierre dans l'édition parisienne de 1682.

La version en prose de Molière est enfin publiée en 1682, dans le tome VII (« Œuvres posthumes ») de l'édition dite définitive des Œuvres de Monsieur de Molière. C'est alors que, pour distinguer le texte originel de celui de Thomas Corneille toujours à l'affiche, on en change le titre, qui devient Dom Juan ou le Festin de Pierre. Indice que ce changement s'est effectué au dernier moment et ne correspondait pas à une volonté de Molière : dans la liste des œuvres contenues dans le volume, la pièce (la troisième après D. Garcie, ou le Prince jaloux et L'Impromptu de Versailles) est intitulée Le D. Juan, ou le Festin de Pierre.
Les éditeurs et leurs conseillers (en particulier La Grange) se sont sentis obligés d'amender certains passages du texte considérés comme "délicats" depuis la polémique de 1665 et qui, de fait, correspondent presque tous à ceux que le sieur de Rochemont incriminait dans ses Observations. Mais cela ne paraît pas suffisant pour la censure. Les exemplaires déjà imprimés sont « cartonnés » (des feuilles sont réimprimées et collées sur les pages d'origine) pour faire disparaitre les passages incriminés. On supprime certains passages de l'acte III (la fin de la scène du pauvre, la discussion sur la religion) et certaines répliques (« Mes gages, mes gages ») qui semblent tourner la religion en dérision. Mais cela ne suffit toujours pas au(x) censeur(s), et, comme les coupes deviennent beaucoup plus importantes (la scène du pauvre s'est vue réduite à deux répliques), il faut à présent réimprimer en totalité plusieurs cahiers avant de les coudre au reste.

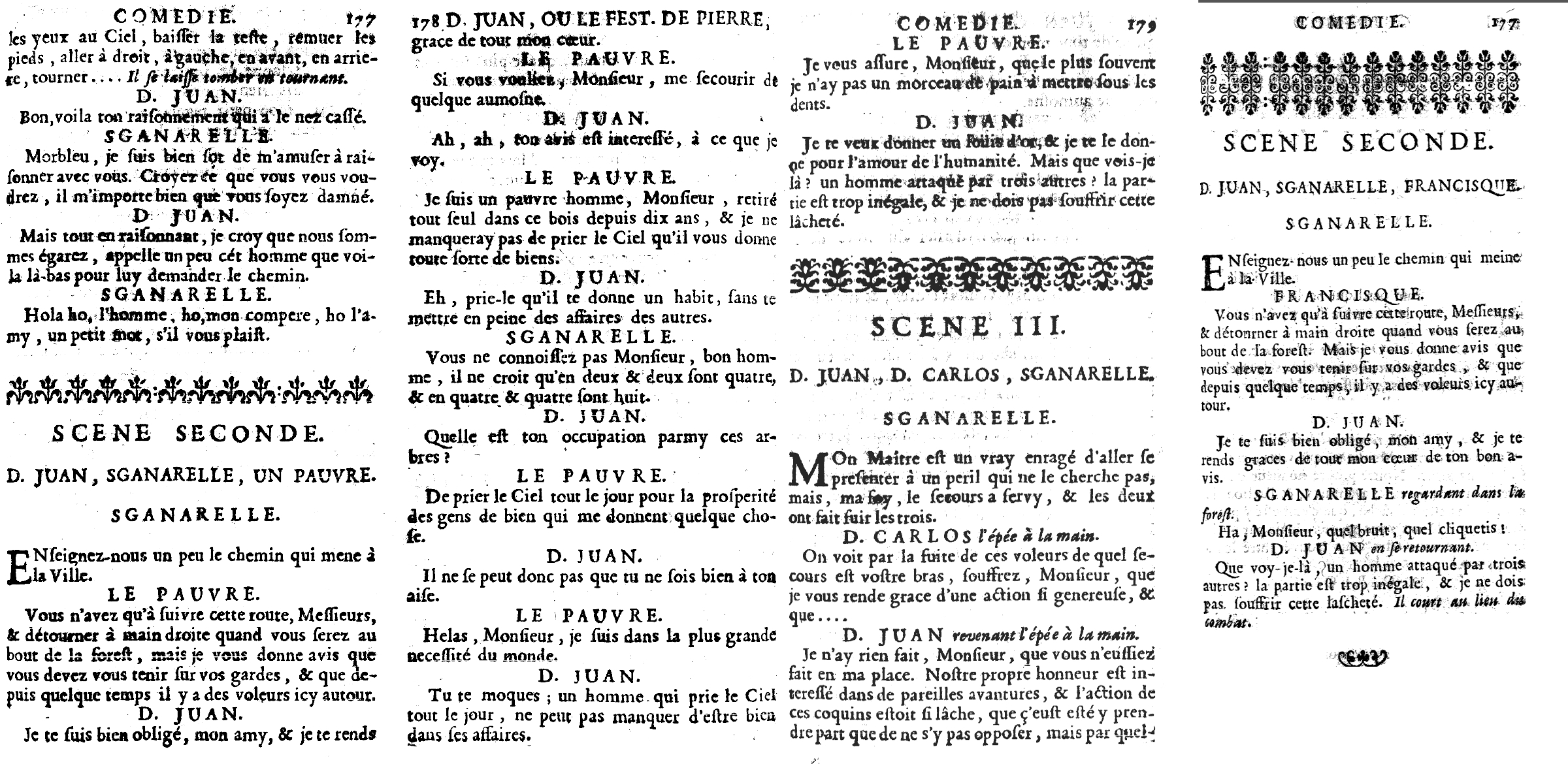
La scène du pauvre (II, 2) dans l'édition parisienne de 1682. Les trois premières images reproduisent la version non-cartonnée (mais déjà « amendée » par les éditeurs eux-mêmes) conservée à la bibliothèque nationale de France (Rés. Yf-3167-3168), et la quatrième, l'état final de la scène, après réimpression de la feuille P entière, selon un exemplaire également conservé à la Bibliothèque nationale de France (Rés. Yf-3161).

C'est cette édition, dans son état le plus censuré, qui sera publiée en France jusqu'au début du XIXe siècle.

### Amsterdam, 1683

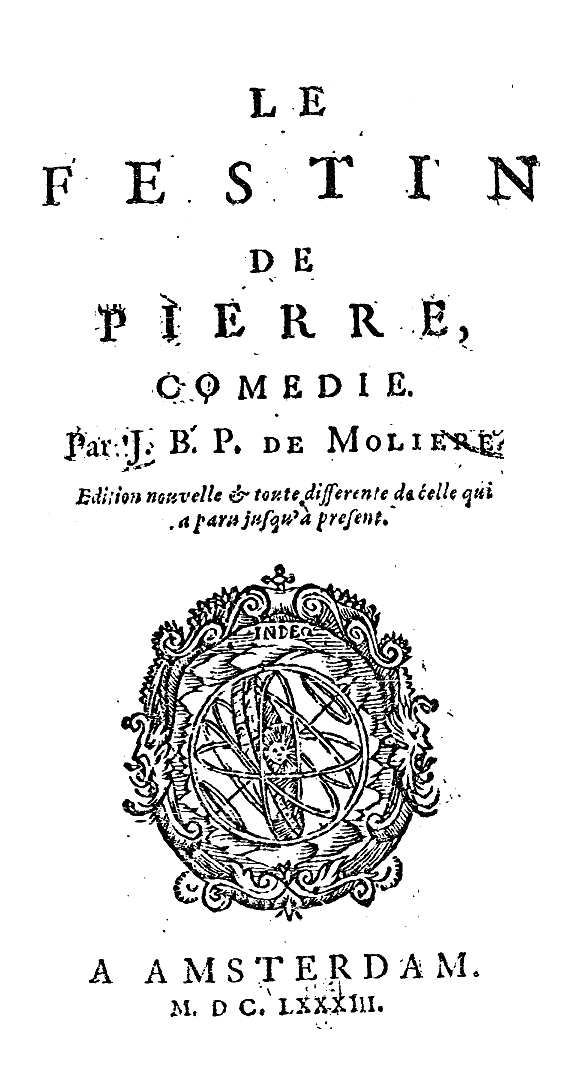
Page de titre de l'édition hollandaise de 1683.

Au cours de l'année 1683, le libraire amstellodamois Henri Wetstein, successeur de Daniel Elzevier, met en vente, sous le titre Le Festin de Pierre, une « édition nouvelle et toute différente de celle qui a paru jusqu'à présent », précédée d'un avis de l'imprimeur au lecteur :

« De toutes les pièces qui ont été publiées sous le nom de M. Molière, aucune ne lui a été contestée que le Festin de Pierre. Car bien que l'invention en parût assez de sa façon, on la trouva néanmoins si mal exécutée que plutôt que de la lui attribuer, on aima mieux la faire passer pour une méchante copie de quelqu'un qui l'avait vue représenter, et qui, en ajoutant des lambeaux à sa fantaisie à ce qu'il en avait retenu, en avait formé une pièce à sa mode. Comme on demeurait d'accord que Molière avait fait une pièce de théâtre qui portait ce titre, j'ai fait ce que j'ai pu pour en avoir une bonne copie. Enfin un ami m'a procuré celle que je donne ici, et bien que je n'ose pas assurer positivement qu'elle soit composée par Molière, au moins paraît-elle mieux de sa façon que l'autre que nous avons vu courir sous son nom jusqu'à présent. J'en laisse le jugement au lecteur, et me contente de lui donner la pièce telle que je l'ai pu avoir. »

Rien, dans cet avis, ne donne à penser que Wetstein disposait déjà de l'impression parisienne de 1682.
Parmi les différences notables entre les deux éditions, il en est une qui concerne une phrase devenue célèbre de Sganarelle dans le portrait qu'il trace de son maître à Gusman : « Un grand seigneur méchant homme est une terrible chose ; il faut que je lui sois fidèle en dépit que j'en aie », c'est ce que donne la version parisenne, quand celle d'Amsterdam donne : « C'est une terrible chose, il faut que je lui sois fidèle en dépit que j'en aie. » S'agit-il d'une erreur du typographe hollandais, qui n'aurait pas su lire le manuscrit dont il disposait, ou bien du vrai texte de Molière, qui aurait été « enjolivé » par ses camarades éditeurs ? On peut noter que dans sa versification, Thomas Corneille adaptait déjà la première version : « Un grand seigneur méchant est une étrange affaire. » D'autre part, la formule « grand seigneur méchant homme » apparaît comme un oxymore bien venu, puisque par « nature » un grand seigneur est ou se doit d'être un « gentil-homme », contrairement au « bourgeois », qui, à vouloir jouer les gentilshommes, ne saurait que se rendre ridicule.
C'est la version d'Amsterdam que Claude Bourqui et Georges Forestier ont choisi de publier dans leur récente édition des Œuvres complètes de Molière, rompant ainsi avec une tradition éditoriale longue de deux siècles.

### Une traduction italienne fidèle

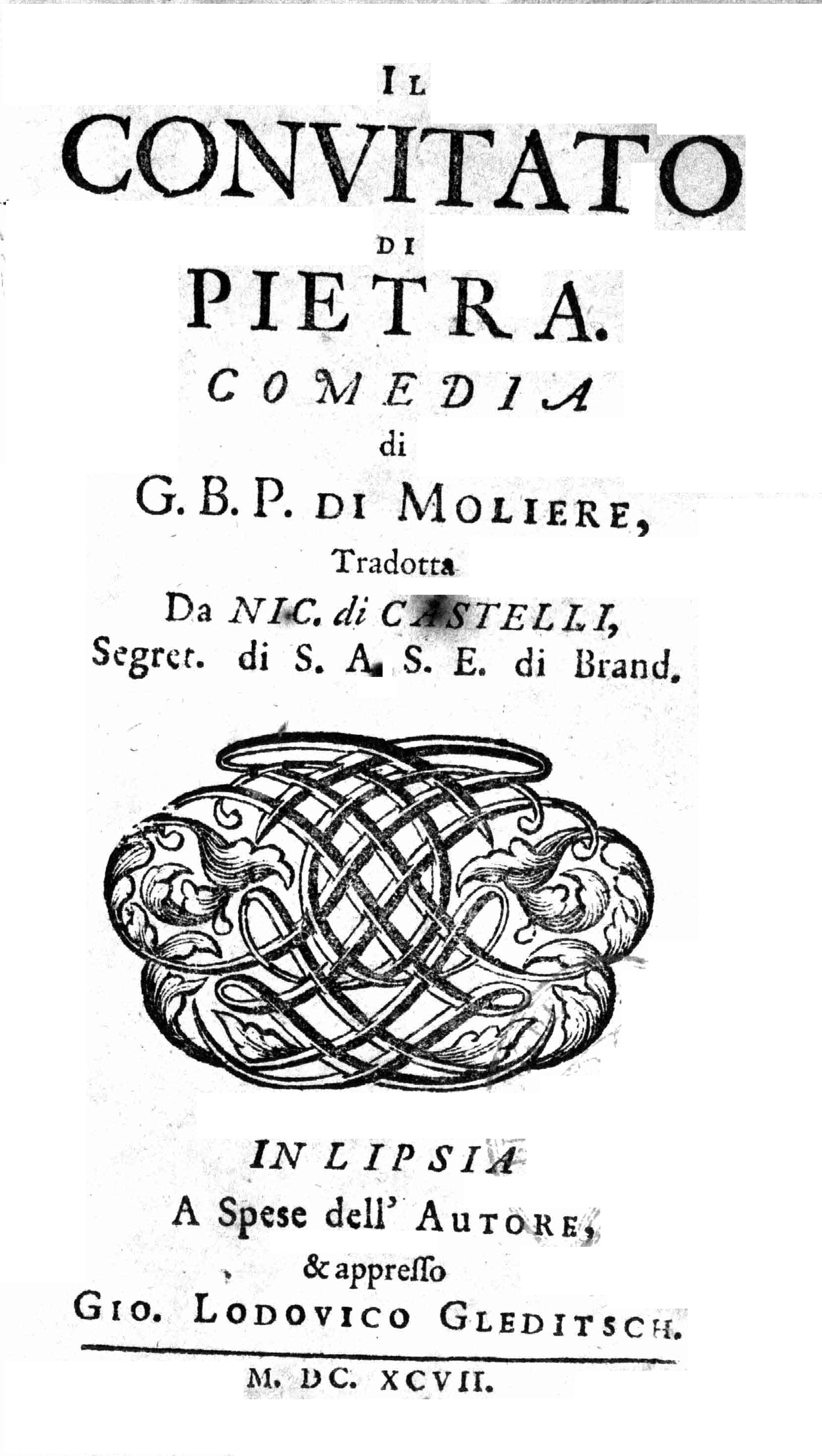
Page de titre de la traduction italienne du Festin de pierre.

C'est elle également que Nicolo Castelli (pseudonyme du moine Biagio Augustelli de Lucques, secrétaire du prince-électeur Frédéric Ier de Brandebourg) choisit d'utiliser pour la traduction italienne qu'il fait paraître à Leipzig en 1697. Traduction d'une fidélité scrupuleuse : dans la scène du pauvre, en particulier, Castelli s'est attaché à rendre compte de l'étrange formule « Je te le donne pour l'amour de l'humanité », qu'il n'hésite pas à expliciter : « Io te la dono [la doppia] per amor dell’humanita ; per amor dico della miseria, nella quale ti vedo, et non per altro rispetto. » (« Je te le donne pour l'amour de l'humanité, pour l'amour, dis-je, de la misère dans laquelle je te vois, et pour nulle autre considération »).

## Postérité de l'œuvre

### Le siècle des Lumières: entre le mépris et l'oubli
Ni l'édition hollandaise ni sa version italienne ne semblent avoir circulé en France pendant le XVIIIe siècle ; il n'y est fait allusion nulle part ; Voltaire lui-même ne cite la scène du pauvre que dans la version non cartonnée de l'édition parisienne de 1682, ce qui conduit la romaniste américaine Joan DeJean a écrire, non sans quelque exagération, que « l'Europe valorise comme un texte classique une pièce française que les Français de l'époque ne peuvent ni voir ni lire, sauf dans une version gravement édulcorée. […] Pendant les dernières décennies du XVIIe siècle, pendant tout le XVIIIe siècle, et pendant une bonne partie du XIXe siècle, la France ne demande qu'à ensevelir cette pièce.»

En 1705, Grimarest confirme dans sa Vie de Molière que la réputation sulfureuse attachée à la pièce ne s'est pas améliorée : 

« Molière, qui avait accoutumé le public à lui donner souvent des nouveautés, hasarda son Festin de Pierre le 15 de février 1665. On en jugea dans ce temps-là comme on en juge en celui-ci. Et Molière eut la prudence de ne point faire imprimer cette pièce, dont on ﬁt dans le temps une très mauvaise critique. »

### Redécouverte auXIXesiècle
L'exhumation, au début du XIXe siècle, du texte originel complet de Molière suscite peu de commentaires, même chez les lecteurs avertis.
Sa réapparition, plus tardive, sur les scènes de théâtre provoque des transports d'enthousiasme, en particulier dans la jeune génération.

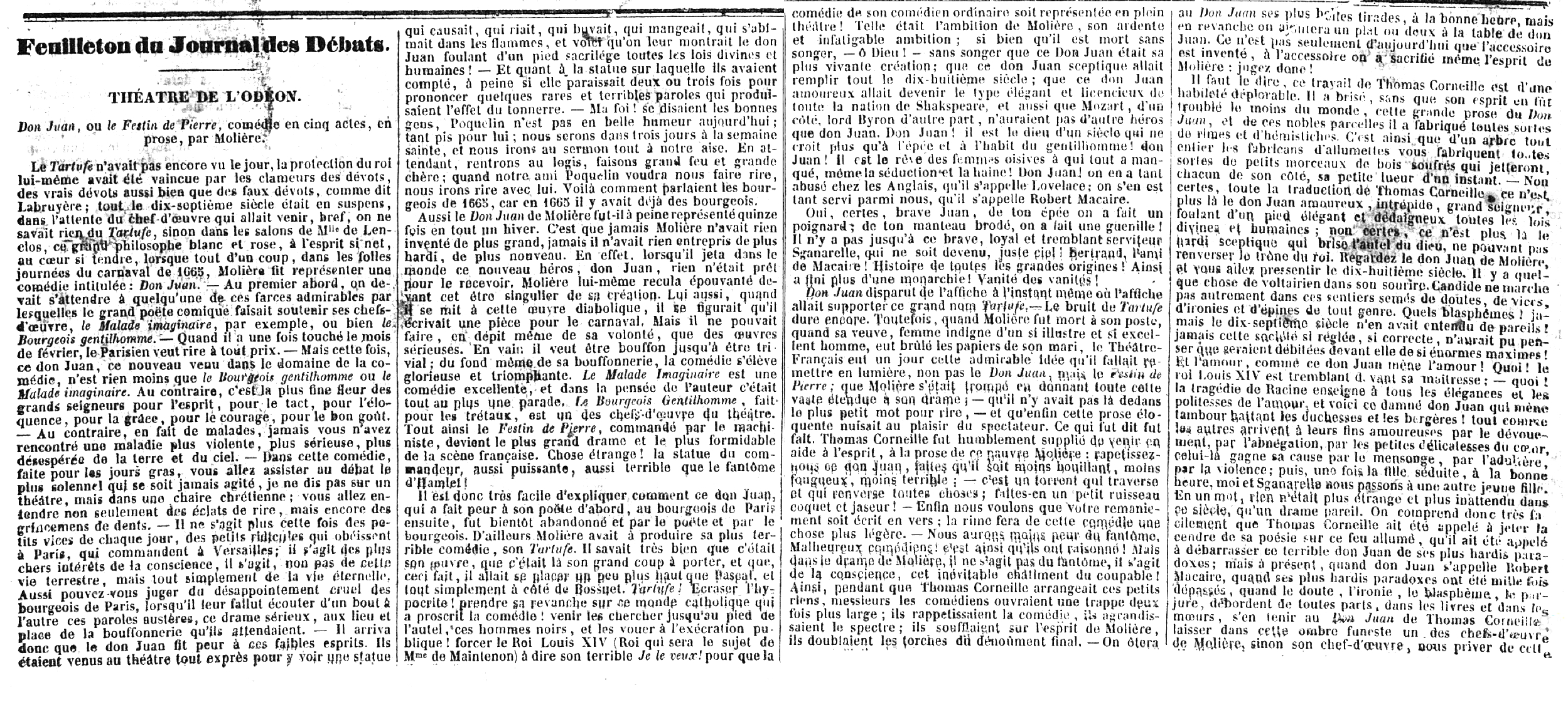
Premiers paragraphes du feuilleton de Jules Janin dans le Journal des débats du 29 novembre 1841, à l'occasion de la reprise du Dom Juan de Molière au Théâtre de l'Odéon.

Huit ans plus tard, une fois la pièce entrée au répertoire de la Comédie-Française, c'est au tour de Théophile Gautier de manifester son admiration :

« Quelle pièce étrange que le Don Juan tel qu'il a été exécuté l'autre soir, et comme on conçoit bien que les classiques n'aient pu la supporter dans son état primitif ! Don Juan, auquel Molière a donné le titre de comédie, est, à proprement parler un drame et un drame moderne, dans toute la force du terme… Jamais Molière n'a rien fait de plus franc, de plus libre, de plus vigoureux, de plus hardi ; le fantastique, cet élément d'un emploi si difficile pour le Français sceptique… est traité avec un sérieux et une croyance bien rare chez nous. La statue du Commandeur produit un effet d'épouvante qu'on n'a pas surpassé au théâtre… Aucune tragédie n'arrive à cette intensité d'effroi… Don Juan, tel que l'a compris Molière, est encore plus athée que libertin… et, pour comble d'horreur, [il] jette un instant sur son riche habit de satin le manteau noir de Tartuffe ; tout le reste eût pu lui être pardonné, excepté cette parade sacrilège. De nos jours, le caractère de Don Juan, agrandi par Mozart, lord Byron, Alfred de Musset et Hoffmann, est interprété d'une façon plus humaine, plus large, plus poétique ; il est devenu, en quelque sorte, le Faust de l'amour… »

Victor Hugo, grand admirateur de Molière, mais plus grand admirateur encore de Shakespeare, se montre ici particulièrement réservé :

« […] L'observation donne Sedaine. L'observation, plus l'imagination, donne Molière. L'observation, plus l'imagination, plus l'intuition, donne Shakespeare. Pour monter sur la plate-forme d'Elseneur et pour voir le fantôme, il faut l'intuition… Mettez la statue du Commandeur en présence du spectre de Hamlet. Molière ne croit pas à sa statue, Shakespeare croit à son spectre. Shakespeare a l'intuition qui manque à Molière. La statue du Commandeur, ce chef-d'œuvre de la terreur espagnole, est une création bien autrement neuve et sinistre que le fantôme d'Elseneur ; elle s'évanouit dans Molière. Derrière l'effrayant soupeur de marbre, on voit le sourire de Poquelin : le poète, ironique à son prodige, le vide et le détruit ; c'était un spectre, c'est un mannequin. Une des plus formidables inventions tragiques qui soient au théâtre, avorte, et il y a, à cette table du Festin de Pierre, si peu d'horreur et si peu d'enfer qu'on prendrait volontiers un tabouret entre Don Juan et la statue. »

Quoi qu'il en soit, la pièce ne sera jouée qu'une centaine de fois entre 1841 et 1947. Il faudra attendre les mises en scène de Louis Jouvet et Jean Vilar pour la faire redécouvrir au public des théâtres.

### Reprises au théâtre et à l'écran auXXesiècle
Les mises en scène françaises de Dom Juan ou le Festin de Pierre de Molière, rares entre le XVIIe et le XIXe siècle se sont multipliées dans la seconde moitié du XXe siècle et sont emblématiques de l'évolution de la mise en scène durant ce siècle.
La pièce a également été reprise à la télévision, au cinéma et adaptée en roman graphique :
- Dom Juan ou le Festin de Pierre, téléfilm français (1965) de Marcel Bluwal, avec Michel Piccoli, Anouk Ferjac et Claude Brasseur.
- Don Juan, film français (1998) de Jacques Weber, avec Jacques Weber, Emmanuelle Béart et Michel Boujenah.
- Simon Léturgie en a tiré un roman graphique : Dom Juan (Glénat, 2008)[79].

## Analyse dramaturgique

### Découpage

#### Prologue
Le spectacle commence par une adresse au public, dans laquelle Sganarelle (rôle créé par Molière lui-même), ouvrant une parenthèse dans le dialogue où il était engagé avec Gusman, l'écuyer de done Elvire, prononce un éloge des vertus médicinales et sociales du tabac, : 

« Quoi que puisse dire Aristote et toute la philosophie, il n’est rien d’égal au tabac : c’est la passion des honnêtes gens, et qui vit sans tabac n’est pas digne de vivre. Non seulement il réjouit et purge les cerveaux humains, mais encore il instruit les âmes à la vertu, et l’on apprend avec lui à devenir honnête homme. Ne voyez-vous pas bien, dès qu’on en prend, de quelle manière obligeante on en use avec tout le monde, et comme on est ravi d’en donner à droite et à gauche, partout où l’on se trouve ? On n’attend pas même qu’on en demande, et l’on court au-devant du souhait des gens ; tant il est vrai que le tabac inspire des sentiments d’honneur et de vertu à tous ceux qui en prennent. Mais c’est assez de cette matière. »

En retard sur le reste de l'Europe, la consommation de tabac est en France jusque dans les années 1670, en voie de s’établir; mais le tabac déjà fait partie des cinq grosses fermes. L'idée de Colbert, sur le modèle hollandais, était de rendre excédentaire la balance commerciale de la France, sur un produit dont on sait l'avenir prometteur : les Antilles françaises devraient produire du tabac dans l'intérêt exclusif de la métropole,. Le « tabac en fumée » est sujet à controverses (en 1646, la filiale marseillaise de la Compagnie du Saint-Sacrement en condamnait l'usage dans les lieux publics, « à cause des grands désordres qui arrivaient tous les jours dans ces lieux-là »,), il ne jouit pas d'autre part des égards de la médecine, dont l'intérêt se porte sur le tabac à priser.  

Le tabac à priser est très en vogue, particulièrement à la cour : la prise de tabac « en sternutatoire  » par l'aristocratie prenait généralement prétexte de sa justification médicale, littéralement une purge matérielle des humeurs du cerveau. L'anatomiste Georges Cuvier (1769-1832), habitué des pièces de théâtre qui se jouent dans le cercle de la famille d'Héricy et de la petite société de Valmont en Normandie faisait cette parenthèse fin des années 1820, dans ses cours professés au Collège de France, sans citer le Dom Juan, :  

« et vous pouvez vous rappeler que dans ce temps, ainsi que le prouvent les comédies d’alors, on croyait que le tabac aspiré dans le nez allait au cerveau, purgeait des catarrhes, en un mot que toutes les humeurs qui sortaient par le nez venaient du cerveau. »

— Georges Cuvier, Histoire des sciences naturelles Volume 2, Partie 2. Page 379. 1841
Cette théorie «  catarrhale  », qui faisait du nez l'émonctoire du cerveau (d'où l'expression de « rhume de cerveau »), a été infirmée par Conrad Victor Schneider dans son De catarrhis de 1660-64. La révocation de cette théorie si elle n'est pas entérinée par l'ensemble du corps médical, autorise déjà une modification de la théorie des éternuements, réalisée par un traité de Martin Schoock contemporain du Dom Juan, le De Sternutatione tractatus copiosus de 1665, et qui prenant modèle du De catarrhis ne peut qu'infirmer l'idée de « purge de cerveau » proposée par Sganarelle ; l'éternuement est devenu nasal ; l'ouvrage de Schoock est commenté dans le premier numéro du Journal des savants de Denis de Sallo du 5 janvier 1665. Le De catarrhis trouve aussi à s'exprimer dans une tabacologie médicale cartésienne dédiée à l'abbé Bourdelot, le Discours du tabac de 1668 de Jean Royer de Prade, qui est régulièrement citée pour expliquer l'Éloge du tabac, mais dont la date d'édition est postérieure de trois ans au Dom Juan. Le moliériste François Rey sert ici de passe-droit à ce texte qui se retrouve aussi documenté dans ses Éphémérides, publiées par le CNRS. Rey y signale au passage que les conditions de publication du Discours du tabac sont à rapprocher de celles dans lesquelles a été publié l’Arsace de Royer de Prade (dont il a été déjà question dans le privilège d'impression du Dom Juan), jouée par la troupe de Molière en 1662, alors qu'elle était au service de Monsieur. François Rey a vu aussi dans l'Éloge du tabac, « une sorte de dédicace » ou « un clin d'œil » au prince de Condé, lui-même grand consommateur de tabac à priser, qui soutenait activement le combat de Molière pour faire autoriser son Tartuffe.

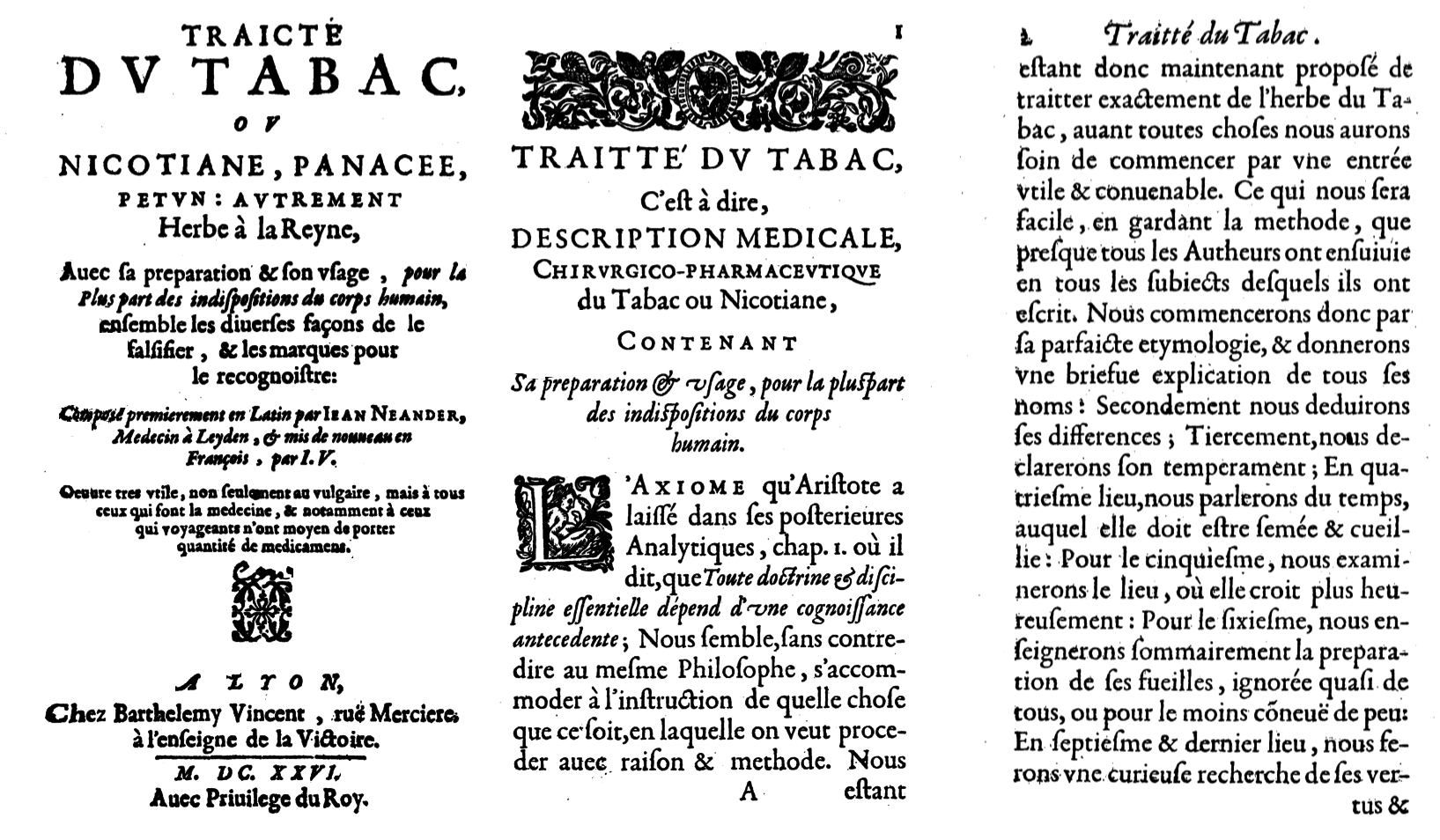
Premières pages de la traduction française (1626) du Traité du tabac de Johann Neander. Comme l'éloge prononcé par Sganarelle, le livre s'ouvre sur la référence à Aristote !

Édouard Thierry en 1881, dans un article inséré au Moliériste, y a vu une « réclame » pour le tabac,  : pour la première représentation de Dom Juan le dimanche gras du 15 février 1665, c'était vis à vis de la Compagnie française des Indes occidentales (1664-1706) un couplet de circonstance qui lui aurait attiré les bonnes grâces de Colbert  ; et au début du XXe siècle, le docteur Cabanès a suggéré que Molière a peut-être parodié l'ouverture du fameux Traité du tabac du médecin allemand Johann Neander de 1626. 
La harangue burlesque de Sganarelle, sans rapport apparent avec les différents thèmes abordés dans la pièce, a donné lieu à de nombreux commentaires « à plus haut sens » ; surtout depuis Michel Serres, « il est entendu que cette tirade bouffonne est une clef de l’œuvre ». Les dernières décennies ont donc vu se multiplier des commentaires de nature philosophique avec les analyses de Michel Serres, d'Arnaud Villani, de Claude Reichler et de Laurent Nunez dans L’Énigme des premières phrases. Certains y voient « tantôt la défense d’un psychotrope condamné par les dévots, tantôt une profession de foi matérialiste, tantôt un éloge masqué des vertus du théâtre ». Pour Serre, « Dom  Juan est un traité complet du don et du contre-don », dont le canevas est fourni pat l'Eloge du tabac.  Pour  Paul Audi, il faut comprendre le « tabac » comme une métaphore du « théâtre », ce qui permet de rattacher ce passage à la Poétique d'Aristote, dans laquelle la tragédie est présentée comme socialement bénéfique parce qu'elle produit chez les spectateurs un effet cathartique de purgation des passions. L'éloge paradoxal du tabac serait ainsi pour Molière une façon de faire du « théâtre dans le théâtre » et « [d']affirmer la fertilité du théâtre comme mimésis libératrice de la société laïque. » . Sur l’éloge du tabac comme éloge du théâtre, il faut voir aussi Thierry Viart, « Le « tabac » de Sganarelle. Situation et hypothèse », Poétique, XXX, 1999, p. 209-217.

À la suite d'Olivier Bloch, qui voit dans les propos de Sganarelle un « credo philosophique matérialiste », les auteurs de l'édition de la Pléiade font des rapprochements avec la philosophie de Lucrèce : 

« États d'âme, vertus, fonctionnement de la société même, trouvent leur origine dans les effets d'une substance. Les esprits avertis y reconnaissent une variante de l'argument lucrétien du vin (De natura rerum, III), que Molière avait déjà évoqué dans Le Cocu imaginaire (scène VII). »

#### Acte I
Un palais. Au terme de son éloge du tabac, Sganarelle revient à l'entretien qu'il avait avec Gusman, écuyer de done Elvire, dont la maîtresse s'inquiète du départ précipité de son époux. Il lui brosse, avec quelque forfanterie, un terrifiant portrait de dom Juan en mécréant volage et cynique. Gusman sort, laissant la place à dom Juan. Celui-ci s'entretient avec Sganarelle du mariage et de l'inconstance amoureuse, avant de lui exposer son projet d'enlèvement d'une jeune fiancée. À done Elvire, qui vient lui demander les raisons de son départ, il répond avec cynisme et la laisse repartir outrée de colère.

#### Acte II
À la campagne, près de la mer. Le paysan Pierrot raconte (en patois d'Île-de-France) à Charlotte, sa promise, comment il vient de sauver du naufrage dom Juan et Sganarelle. S'ensuit entre eux une scène de dépit amoureux. Dom Juan et Sganarelle survenant, Pierrot sort pour aller « boire chopine ». Dom Juan s'extasie devant la beauté de Charlotte et convainc la jeune fille de l'accepter pour époux. Comme il s'apprête à lui baiser la main, Pierrot, de retour, tente de s'interposer, ce qui occasionne une algarade farcesque. Arrive Mathurine, à qui dom Juan a également promis le mariage et qui exige des explications de Charlotte. Le séducteur parvient à trancher le différend entre ses deux dupes, sans même les détromper de leurs illusions. Un serviteur entre, qui l'informe que douze hommes à cheval sont à sa recherche. Dom Juan et Sganarelle quittent les lieux en hâte.

#### Acte III
Dans la forêt. Dom Juan en « habit de campagne » et Sganarelle travesti en médecin, cheminent en causant médecine et religion. Avisant un homme en haillons, ils lui demandent leur chemin. Dom Juan raille sa confiance en Dieu et tente, en vain, de le faire blasphémer. Puis il porte secours à un gentilhomme assailli par trois brigands et qui s'avère être dom Carlos, frère de done Elvire. Lui et son frère dom Alonse sont à la recherche de dom Juan pour laver leur honneur. Arrive dom Alonse, qui, reconnaissant dom Juan, veut obtenir vengeance sur-le-champ. Dom Carlos, par gratitude envers celui qui l'a sauvé, convainc son frère de reporter la rencontre à plus tard. Reprenant leur chemin, dom Juan et Sganarelle arrivent devant le tombeau du commandeur. Dom Juan ordonne à Sganarelle de le convier à dîner. Sganarelle s'exécute. La statue opine du chef.

#### Acte IV
Chez dom Juan. Dom Juan, qui s'apprête à se mettre à table, en est empêché par une succession de visites inopinées. C'est d'abord un créancier, M. Dimanche, qu'il éconduit avec force compliments, sans lui laisser le temps de formuler sa demande. Puis c'est dom Louis, son père, au comble de l'exaspération, et dont il traite les remontrances avec mépris. Entre Elvire, en « Madeleine pénitente », qui vient mettre en garde son époux contre le « courroux du ciel » et tenter, en vain, d'obtenir qu'il se repente. Dom Juan et Sganarelle vont passer à table, quand la statue du commandeur apparaît, qui, sans s'asseoir ni manger, convie à son tour dom Juan à souper avec elle le lendemain. Dom Juan accepte, la statue se retire.

#### Acte V
Aux portes de la ville. Dom Juan annonce à son père que, touché par la grâce, il a décidé de changer de vie et de travailler « à obtenir du Ciel une pleine rémission [de ses] crimes ». Dom Louis le quitte, éperdu de bonheur ; bonheur partagé par le naïf Sganarelle, que dom Juan s'empresse de détromper, en faisant un long et vibrant éloge de l'hypocrisie. Et c'est en invoquant la volonté du Ciel qu'il rejette la demande de réparation, puis l'invitation au duel que son beau-frère dom Carlos vient lui soumettre. Ce dernier étant sorti, un « spectre en femme voilée » apparaît, qui engage dom Juan pour la dernière fois à se repentir. Il répond en tirant l'épée. Apparaît la statue du Commandeur, qui, incriminant son « endurcissement au péché », lui tend la main et le précipite dans les flammes de l'enfer. Resté seul, Sganarelle pleure la perte de ses gages.

### Protagonistes

#### Lectures du personnage de dom Juan
La dimension culturelle prise par l'histoire de dom Juan, passée au XIXe siècle du statut de légende à celui de mythe, conduit à de nombreuses interprétations parfois contradictoires, concernant le héros du Festin de Pierre. Sa présence dans vingt-cinq des vingt-sept scènes que compte la pièce, donne au spectateur et à l'exégète toute latitude pour observer, analyser et critiquer son héros.
Une première approche consiste à éclairer la pièce par la scène finale : pour que le châtiment de dom Juan soit justifié, il faut que la personnalité qui se dégage des cinq actes ait suscité l'indignation. C'est l'approche qu'en fait Jean de Guardia. Dans cette optique, les aspects positifs (grand seigneur, libre penseur, fin d'esprit) sont estompés et ce sont les aspects négatifs de dom Juan qui sont mis en valeur : séducteur, infidèle, opportuniste, menteur, orgueilleux, flatteur, méchant homme d'une insolence totale, parfois violent, maniant avec aisance l'ironie et le sarcasme, l'impertinence et l'offense, l'irrévérence et l'irrespect ; et plus particulièrement les trois défauts rédhibitoires : fils indigne, impie et hypocrite.
Une autre lecture insiste davantage sur la dimension transgressive du personnage : être de la démesure et de l'excès, faiseur d'expériences, et qui remet en question des valeurs importantes de son époque : mariage, honneur, famille, religion.
Certains commentateurs soulignent les incohérences, les failles et les faiblesses du personnage. Ils pointent son désir toujours inassouvi de conquête féminine, le présentent en perpétuelle fuite, évoquent sa crainte du passé synonyme de mort, son instabilité et sa quête insatiable de changement. Ils mettent en évidence ses contradictions : malgré son refus des règles, il reste attaché aux privilèges et au système de valeurs de son époque, brave et lâche, prêt à défendre son honneur et ses amis, mais cherchant à faire endosser son habit par Sganarelle ou feignant la conversion pour échapper aux frères d'Elvire, cruel et généreux à la fois, quand il exige du pauvre un blasphème contre une obole pour ensuite la lui donner gratuitement, « pour l'amour de l'humanité ».
Comme l'indique le sous-titre que la pièce portait à sa création — l'Athée foudroyé —, l'athéisme de dom Juan est une donnée de l'œuvre non moins essentielle que le foudroiement final. Ainsi, le sieur de Rochemont dénonce dans le personnage « un athée qui réduit toute la foi à deux et deux sont quatre et quatre et quatre sont huit ». De fait, cette phrase est un « mot célèbre de libertin » déjà cité dans le Socrate chrétien de Guez de Balzac (1652) et caractérise dom Juan comme un athée, ainsi que le signale Donneau de Visé :

« Si [Molière] l'auteur a fait dire [à Dom Juan] que deux et deux sont quatre et que quatre et quatre sont huit, ce n'était que pour faire reconnaître qu'il était athée, pour ce qu'il était nécessaire qu'on le sût, à cause du châtiment. Mais à parler de bonne foi, est-ce un raisonnement que deux et deux sont quatre et quatre et quatre sont huit ? Ces paroles prouvent-elles quelque chose, et en peut-on rien inférer, sinon que Dom Juan est athée ? Il devait du moins attirer le foudre par ce peu de paroles, c'était une nécessité absolue, et la moitié de Paris a douté qu'il le méritât. […] Il était difficile de faire paraître un athée sur le théâtre et de faire connaître qu'il l'était, sans le faire parler. Cependant, comme il ne pouvait rien dire qui ne fût blâmé, l'auteur du Festin de Pierre, par un trait de prudence admirable, a trouvé le moyen de le faire connaître pour ce qu'il est sans le faire raisonner. »

Deux siècles plus tard, Théodore de Banville, reprenant la question de Sganarelle : « Mais encore faut-il croire quelque chose dans le monde ; qu'est-ce que vous croyez ? », y répond avec une belle assurance :

« Molière voulut sans doute d'abord faire Don Juan tout à fait haïssable; mais à son insu même, dans plus d'un passage de son drame, au lieu d'être un impie sans croyance, don Juan devient un philosophe matérialiste, plein de foi au contraire, mais de foi dans les croyances qui seront la religion de l'avenir. […] Sous le règne de Louis XIV, Molière n'avait pas le droit de dire sa pensée plus franchement qu'il ne l'a dite, mais aujourd'hui, si Sganarelle demandait à Don Juan : À quoi croyez-vous ? Don Juan aurait quelque chose de mieux à répondre que ceci : Je crois que deux et deux font quatre. Il répondrait : Je crois à la matière vivante et pensante toujours renouvelée, éternellement jeune, éclose, lumineuse et fleurie; je crois qu'en aimant dans mon cœur toutes les créatures humaines, c'est moi-même et Dieu même que j'aime en elles, car j'aspire sans cesse et sans crime à me confondre avec toute cette nature vivante qui est Dieu même, et dans laquelle je vivrai et penserai éternellement sous toutes les formes de l'être. »

D'autres insistent sur l'athéisme : dom Juan un athée rationaliste, qui ne croit pas au surnaturel et cherche, en sectateur pédagogue, à convaincre Sganarelle et le Pauvre de son inexistence ?
La plupart des metteurs en scène français contemporains depuis Jean Vilar souscrivent à la thèse d'un dom Juan fondamentalement athée. Ainsi, pour Jacques Lassalle, la pièce est « l'impitoyable et sarcastique procès de la croyance », et son héros est « dans une sereine et tranquille détermination d'athée, d'impie, de libertin et d'étrange méchanceté ».
Cela n'a pas empêché certains auteurs de s'interroger sur la nature profonde des rapports que le libertin entretient avec la divinité. Ne serait-il pas en quête d'un Dieu qu'il défie de scène en scène et dont il attend une réponse ? C'est l'opinion de François Mauriac : « S’il était un athée véritable, il n'y aurait pas de drame. Mais il parle à Celui qu'il nie et il ne le nie que pour mieux le braver. » À quoi on pourrait répondre que la pièce n'est justement pas un drame, mais une comédie.

#### Lectures du personnage de Sganarelle
Sganarelle est un valet de comédie comme il en existe beaucoup dans le théâtre classique, couard et gourmand. Le fait qu'il figure dans vingt-six scènes sur vingt-sept (une de plus que dom Juan) et que son rôle ait été écrit pour Molière lui-même donne au personnage une importance particulière.
Certains le voient comme un contrepoint, voire une antithèse de dom Juan, balourd autant que son maître est élégant, moralisateur autant que l'autre est cynique, lâche autant qu'il est courageux, superstitieux autant qu'il est libre d'esprit, niais autant qu'il est fin. Il contribue à maintenir la pièce dans le registre comique quand elle vire au drame. François Rey note ainsi que « chaque fois qu'une situation se donne comme pathétique, le sérieux est sapé par les railleries et les insolences de dom Juan, par les mimiques et les lazzis de Sganarelle ».
D'autres voient en lui une victime. Pour Gendarme de Bévotte c'est un honnête homme, à la bonté naïve. Comme il est peu instruit, ses raisonnements sont frustes mais pleins de bon sens. Défenseur timide et maladroit de la morale, il est sensible aux nobles sentiments et à la douleur d'autrui. C'est par crainte qu'il obéit à son maître, comme à son corps défendant. Il cherche à sauver ses victimes en les mettant en garde contre lui. On impute à l'ascendant que le maître a sur le valet les manquements de ce dernier à sa propre morale,. S'interrogeant sur les raisons qui le poussent à rester auprès de dom Juan, on conclut que, davantage que les gages, c'est l'amour pour son maître et le désir de le convertir qui le guident.
Dans ses Observations […] sur le Festin de Pierre, Rochemont dénonce en Sganarelle un personnage « plus impie que son maître », et explique par ce trait l'indignation qu'aurait suscitée la pièce. Donneau de Visé lui répond que « Sganarelle a le fond de la conscience bon, et s'il ne s'explique pas tout à fait bien, les gens de sa sorte peuvent rarement faire davantage. »
Deux siècles plus tard, Désiré Laverdant qualifie Sganarelle de « grotesque docteur… médisant et traître… lâche et impudent menteur… avare ignoble, égoïste… poltron… idiotement superstitieux ». D'autres voient en lui le complice de dom Juan, aidant son maître dans ses entreprises, admirant ses frasques, vivant par procuration les aventures qu'il n'aurait pas eu l'audace d'entreprendre, prêchant la morale pour avoir le plaisir d'entendre dom Juan en bafouer les principes, respectant la morale et la religion plus par crainte que par conviction. Antoine Adam souligne sa lâcheté de corps et d'esprit et dresse de lui un portrait sans pitié:

« Prodigieuse création, tout en dessous et en retour, où le clin d’œil corrige la valeur des paroles, où le ricanement vient démentir et bafouer les phrases édifiantes, figure de coquin et d'imbécile tout ensemble, qui déshonore la vertu par ses moqueries et la religion plus encore par sa stupidité. »

#### Les rapports maître-valet
Dom Juan et Sganarelle forment un couple théâtral. La confrontation de ces deux personnages est l'un des ressorts majeurs de la pièce.
Le couple maître et valet au théâtre existait avant Molière, on le trouve déjà dans la comédie espagnole ou italienne. Le valet est l'antithèse comique du héros. Par son côté ridicule, il sert de faire valoir et il joue le rôle d'intercesseur avec le public : c'est par lui que l'on découvre le maître ainsi que ses projets et ses sentiments. En ce sens, le rôle de Sganarelle est dans la tradition. Cependant, il représente une exception, car il n'est pas le valet de la comédie d'intrigue dans la lignée de Scapin, dont l'absence de morale et les fourberies encouragent le maître dans le vice et lui permettent d'obtenir ce qu'il souhaite. Sganarelle suit plus qu'il n'organise. Il remplit un rôle plus proche du confident de la tragédie : le presque égal, capable d'écouter, de conseiller, voire de sermonner.
Les personnages ont besoin l'un de l'autre et s'éclairent mutuellement. Dom Juan a besoin de Sganarelle comme confident, complice et témoin, et pour échapper au monologue.
Les différences sociales semblent parfois s'estomper et des rapports d'égal à égal s'établir : Sganarelle se risque à faire des remontrances à dom Juan, il partage son repas, il débat avec lui. Une sorte de camaraderie, où se mêlent la crainte, la haine, l'amour et des intérêts communs, naît de leurs aventures partagées. Catherine J. Spencer signale une sorte d'interchangeabilité des rôles, Sganarelle se faisant par exemple le porte-parole de son maître pour parler à Elvire ou à la statue.
Mais, malgré leurs relations amicales, Sganarelle demeure un inférieur qui doit même risquer sa vie pour son maître.

### Registres
Lors de la création, le « sieur de Rochemont » désignait Le Festin de Pierre comme une farce. Les auteurs qui lui ont répondu, ainsi que les éditeurs de 1682 et 1683 le présentent comme une comédie, ce qui le distingue des trois autres adaptations françaises de la légende, qualifiées de tragi-comédies. Cependant, lorsqu'ils découvrent le texte en prose de Molière, la plupart des critiques et commentateurs du XIXe siècle, influencés par l'évolution romantique de la légende, soulignent la grande diversité des registres qu'on y trouve. Théophile Gautier écrit, par exemple, dans son compte rendu de la reprise au Théâtre-Français en 1847 :
« MM. les comédiens ordinaires du roi […] la jouent trop en comédie et pas assez en drame, et c'en est un véritable, avec mélange du comique et du tragique, du burlesque et du terrible, — spectres, apparitions, changements à vue, fantaisie espagnole, profondeur shakespearienne, ironie française, tout s'y trouve »
Jules Lemaître parle, quant à lui, d'une « tragi-comédie fantastique et bouffonne […] une macédoine incroyable de tous les genres », ajoutant aussitôt : « Avec cela, il n'est guère de pièce ni plus intéressante d'un bout à l'autre, ni plus émouvante par endroits, ni plus amusante. »
À l'aube du XXe siècle, l'acteur Constant Coquelin écrit :

« C'est, tout le monde en convient, la pièce la plus singulière de l'auteur et de son temps. Molière y a pris toutes les libertés imaginables. Le ton général est celui de la comédie; mais la comédie, qui çà et là touche à la bouffonnerie, monte parfois jusqu'au drame, s'élève jusqu'au mystère. »

Dans la seconde moitié du XXe siècle, les critiques universitaires s'attachent à rapporter Le Festin de Pierre aux catégories de la dramaturgie classique. Robert Horville parle ainsi d'une « convergence d'influences », où se mêlent tragi-comédie (spécifiques du genre : les références aux duels et au père bafoué), farce, comédie burlesque, comédie sérieuse, etc. Pour K. A. Blüher, la pièce s'apparente à la comédie baroque par l'emploi des machines et le non-respect des règles du théâtre classique. Il y voit une « tragi-comédie à fin tragique » : en effet, Molière traite d'un sujet sérieux en y mêlant des éléments comiques et en travaillant sur des héros d'un rang social élevé.
Selon Giovanni Dotoli, qui pointe une discordance dans l'énonciation, des aspects paradoxaux, un esprit de dérision, un mélange de ton, de la démesure, une organisation du suspens avec coups de théâtre, la pièce est une comédie burlesque. D'autres abondent dans ce sens, en soulignant les nombreuses ruptures de ton, et en montrant que les personnages semblent ne pas se prendre au sérieux et présentent des aspects contradictoires.
Certains éléments semblent faire du Festin de Pierre une comédie de mœurs : description de nobles, d'un bourgeois, de serviteurs, de paysans et de caractères.
Certains commentateurs ont relevé les éléments qui semblent tirer la pièce vers la tragédie : dom Juan présenté comme tyran de son entourage, la tension dramatique due au fait que le personnage principal est poussé par un destin qui l'entraîne inéluctablement vers son châtiment, les revirements de Sganarelle contraint d'agir en contradiction avec ses convictions, le comportement de done Elvire et dom Louis. Au siècle précédent déjà, Théophile Gautier qualifiait le Festin de Pierre de « drame moderne dans toute la force du terme », ajoutant : « Aucune tragédie n'arrive à cette intensité d'effroi. »
Giovanni Dotoli conseille de la lire comme un poème.
Tous s'accordent à noter que, pas plus que ses prédécesseurs, Molière ne respecte les unités de lieu, de temps, d'action, de ton, la seule unité de la pièce résultant du caractère du héros. À ces diverses "transgressions", on ajoute çà et là l'introduction de l'invraisemblance (statue du commandeur et deus ex machina du dénouement).

### Dénouement et interprétations
Le dénouement — dom Juan précipité dans les flammes de l'enfer par la statue du Commandeur — est apparu ambigu à beaucoup de lecteurs. Certes, la nature même de la pièce, théâtre de machines, et la notoriété de la légende qu'elle reprend, obligent Molière à en respecter la fin : en venant voir le Festin de Pierre, on vient voir le foudroiement de l'athée. Un dénouement plus heureux, qui montrerait dom Juan repentant et reprenant la vie avec done Elvire, eût été impossible. Cependant le reproche en est fait à Molière par le sieur de Rochemont, qui dénonce également l'attitude de Sganarelle pleurant la perte de ses gages. Ainsi s'achevait déjà la comédie de Cicognini : « O pover al me Patron, al me salari, è andà a cà del Diavol. Aiut, soccors, ch' al me Patron è precipità. » Il s'agissait, en terminant sur une note comique, de casser l'impression dramatique suscitée par l'engloutissement de dom Juan.
On prête cependant à Molière d'autres intentions : peut-être a-t-il voulu montrer que l'on peut rire d'un châtiment divin. Ou peut-être veut-il, comme le suggère Joan DeJean, suggérer que les préoccupations spirituelles s'effacent devant les préoccupations économiques. Quoi qu'il en soit, les éditeurs parisiens de Molière jugent prudent, en 1682, de rehausser la dernière réplique de Sganarelle d'un « codicille » édifiant : « Après tant d'années de service, [je] n'ai point d'autre récompense que de voir à mes yeux l'impiété de mon maître, punie par le plus épouvantable châtiment. »
Enfin, on a pu voir dans dom Juan un révolté qui affronte Dieu sans jamais s'y soumettre. Ainsi Blandine Bricka propose une double lecture du châtiment final : la conventionnelle, qui aurait fait dire à Louis XIV que dom Juan « n'est pas récompensé », et l'autre, qui suggère un combat métaphysique entre deux adversaires de même valeur.
Par ses ambiguïtés, la pièce suscite ainsi des interprétations contradictoires. Certains y voient « une œuvre de dénonciation des scandales libertins à l'intérieur d'une réflexion chrétienne sur la faute et le châtiment », tandis que pour d'autres elle serait « une défense et une illustration du libertinage ». Le plus probable est que « Molière a joué sur deux tableaux : tout en contribuant à la critique des grands seigneurs libertins, encore proches de l'esprit de la Fronde, il a intensifié son procès des hypocrites en dénonçant la cabale dont il a été victime (laquelle, par habile amalgame, se trouve, dans Dom Juan, réunir de pieux intolérants, des imposteurs et même des athées déguisés). »